# 2013年のテレビ (日本)
2013年のテレビでは、2013年のテレビ分野（主に日本）の動向についてまとめる。

## 概説
この年は、日本でテレビジョン放送が始められて丁度60年という節目にあたる。また、日本のテレビジョン放送が完全にデジタル化されてから初めて迎える新しい年となる。一方で前年に産声を上げた新たな放送メディア“NOTTV”が、この年は本格的に全国展開を進め、ほぼ全国をエリアに収めることになっている。
なお、11月1日には5年に1度の免許更改が予定されている。

## テレビ番組関係の出来事

### 1月
- 前年（2012年）12月、タレントで野球解説者の板東英二（元プロ野球中日ドラゴンズ投手）の個人事務所「オフィスメイワーク」が名古屋国税局から所得隠しを指摘されたことにより、年が明けてすぐ、板東の出演番組に大きな影響が及んだ。
  - 中部日本放送（後のCBCテレビ）[注 1]は、板東が司会を務めていた『そこが知りたい 特捜!板東リサーチ』（中京ローカル）の特別番組で、1月1日に同局で放送予定だった『そこが知りたい 特捜!板東リサーチ'13お正月超特大号』、そして翌2日に再放送予定だった『そこが知りたい 特捜!板東リサーチ'12お正月超特大号』（2012年1月1日）をそれぞれ放送中止[1]。なお、同局では代替として、1日はキー局のTBSから『元日スポーツ祭り!清原VS桑田!野球対決&井岡世界戦舞台ウラ完全密着スペシャル』『炎の体育会TV特別編 五輪メダリストを豪華有名人がドッキリ表彰』の2本を同時ネットし、2日は中京ローカルにて『地球大紀行スペシャル 世界海峡イスタンブール〜玉木宏アジア紀行 最果ての海へ!』（2012年1月28日）を再放送した[2]。後日、同局では『そこ知り』のレギュラー放送及び『板東英二の南山マスターズ2』の放送も見合わせた[3] が、2月1日に両番組の打ち切りを正式に発表した[4][5]。
  - 板東が1986年4月5日の番組開始当初からレギュラー出演していたTBS系『日立 世界・ふしぎ発見!』では、1月12日の放送以降、収録済みも含め出演を見合わせとし[6]、2月2日分までは板東の出演部分をカットして放送した[7]。2月27日、TBSサイドから降板が正式に発表された[8]。
  - また、月曜日レギュラーのメ〜テレ『ドデスカ!』（中京ローカル）[9]、火曜日レギュラーの朝日放送（後の朝日放送テレビ）[注 2]『おはよう朝日です』もそれぞれ降板[10]。さらに毎日放送は『板東英二の欲バリ市場』を休止[11]（その後板東が降板、冠を外し『欲バリ市場』に改題した上で継続し、3月29日放送分をもって終了）。また、最後まで残った関西テレビ『ベストスコアへの道!板東英二のゴルフ塾』も3月16日放送分をもって終了[12]、これで板東の出演番組が全滅する形となった。
- 1日 - 朝日放送制作・テレビ朝日系『芸能人格付けチェック これぞ真の一流品だ!2013お正月スペシャル』で2代目格付けアナに斎藤真美が就任。
- 4日 - 吉本興業所属の漫才コンビ、オール阪神・巨人が、オール阪神が大阪府泉大津市長選挙（1月13日投開票）の立候補者の選挙応援のため、この日毎日放送で放送の漫才特別番組『春一番!笑売繁盛』（関西ローカル）の出演を取り止めた[13]。
- 12日〜17日 - TBS、『全日本高等学校女子サッカー選手権大会』を地上波・BS・CSで中継放送[14]。
- 13日 - NHK、世界で初めて地球上最大の無脊椎動物であるダイオウイカの撮影に密着した、NHKエンタープライズと アメリカ合衆国ディスカバリーチャンネルとの共同制作によるドキュメンタリー『世界初撮影!深海の超巨大イカ』をNHKスペシャルにて放送。平均視聴率は16.8%（関東地区、ビデオリサーチ調べ）[15]。
- 14日・19日 - 第91回全国高等学校サッカー選手権大会の決勝戦「鵬翔×京都橘」が降雪のため19日に、天災理由としては初の延期[16][17] となった。このため14日は大会のハイライト・会場映像・気象情報が中心の放送内容となり、19日は試合開始より1時間40分遅れの放送となった。
- 25日 - 日本テレビ系『金曜ロードSHOW!』、この日予定のスペシャルドラマ『リバース〜警視庁捜査一課チームZ〜』が急遽延期となり[18]、映画『書道ガールズ!! わたしたちの甲子園』（2010年公開）に変更。なお『リバース』は4月5日の同枠で振替放送された。
- 29日 - テレビ東京系『田勢康弘の週刊ニュース新書』で2011年6月に放送した内容について、自由民主党衆議院議員の甘利明[注 3] が、放送内容を不服として謝罪放送および慰謝料1150万円の支払いを命じた民事裁判の判決が東京地方裁判所であり、甘利の訴えを一部認め、同局に対し330万円の支払いを命じた。同局は控訴しない意向[19]。

### 2月
- 1日・2日 - テレビ放送開始60周年記念番組として、NHKと日本テレビが両日（深夜）に亘って『60番勝負』と題した特別番組を共同制作・放送[20][21]。
- 4日 - フジテレビ系『めざましテレビ』にこの日、初代メイン司会者を務めていた大塚範一（フリーキャスター、元NHKアナウンサー）が約1年ぶりに生出演。大塚は『めざまし』司会在任中の2011年11月より急性リンパ性白血病発病により休養し、2012年3月に司会を退いた後、久々に元気な姿を見せた[22]（しかし3月16日、病気再発により再度療養に入った[23]）。
- 6日 - 南太平洋ソロモン諸島沖でマグニチュード8.0の大地震が発生し、北海道から沖縄県にかけての太平洋沿岸に津波注意報が発表。NHK総合では特設ニュースの関係で夕方枠の『ゆうどきネットワーク』（一部地域除く）が休止となった。
- 10日・11日 - NHKにて、2月3日に死去した歌舞伎俳優、十二代市川團十郎（66歳没）の追悼特別番組を編成。10日にEテレで『十二代市川團十郎の至芸』、BSプレミアムで『100年インタビュー・市川團十郎』（2008年）がそれぞれ放送され、11日には総合テレビにて『市川團十郎さんをしのんで』が放送された[24]。
- 11日 - オール阪神（オール阪神・巨人）の泉大津市長選挙応援により、当初2012年12月30日の放送予定が延期となっていた『漫才祭り2012冬』（NHK大阪放送局制作、近畿2府4県向け）[25] が『漫才祭り2013』と改題、この日19:30-20:45の枠で放送された[26]。
- 12日 - この日正午（日本時間）、北朝鮮による核実験が実施され、この事象を報じるためにNHK総合は、正午のニュースを13時05分まで延長。このため連続テレビ小説『純と愛』の再放送(12:45)を休止し、翌13日に12日分と当日の2話を一括して再放送した[27][注 4]。この他、この日は『ひるブラ』(12:20)、13日の『連続クイズ ホールドオン!』もそれぞれ休止となった。

### 3月
- 2日〜20日 - 野球の国際大会第3回ワールド・ベースボール・クラシックが開催。福岡・東京ラウンド、そして決勝トーナメントをテレビ朝日系列およびTBS系列にて中継[28][29]。なお、日本が準決勝に敗退したため、20日にテレビ朝日系列で放送の決勝戦「ドミニカ共和国×プエルトリコ」は生中継を取りやめ、深夜の録画中継に変更となった[30]。
- 2日〜12月13日 - 日本テレビが開局60周年を記念した特別番組『日本一テレビ』を、この日放送のプレ特番を皮切りに、1年間に亘り放送。
- 2日 - 日本テレビ系『キユーピー3分クッキング』が放送50周年を記念し、記念特別番組『キユーピー3分クッキング放送50周年 愛情手料理から選ぶ春満喫のベストレシピSP』を放送。
- 4日 - 放送倫理・番組向上機構(BPO)青少年委員会はこの日、東海テレビ・フジテレビ系のドラマ『幸せの時間』（2012年11月 - 12月放送）を過激な表現があるとして審議し「番組制作者は国民の教養形成という“公共善”実現の仕事をしているとの自覚を持ってほしい」とする汐見稔幸委員長の談話を発表[31]。東海テレビは同日、編成・制作担当の取締役と制作局局員ら4名を役員報酬カット、減給、厳重注意などの処分とした[32]。
- 6日・8日・11日・13日 - フジテレビ系およびTBS系にて、女子サッカーの国際大会『アルガルベカップ2013』の日本代表（なでしこジャパン）戦4試合を生中継[33]。
- 12日 - 関西テレビ『スーパーニュースアンカー』で2012年11月30日に放送した大阪市職員の不祥事に関する報道にて、内部告発者として放送された映像が、協力会社のスタッフにモザイクをかけたものだったことがわかった[34]。同局は「捏造ややらせではないと考えるが、不適切な映像表現だ」とし、取材をした記者に対し厳重注意を科した[35]。
- 14日〜18日 - フジテレビ系にて『世界フィギュアスケート選手権2013』を独占放送。
- 15日〜11月[いつ?] - 日本テレビ系『金曜ロードSHOW!』にて、映画『ハリー・ポッター』シリーズ全作品を放送する「ハリー・ポッター祭り!」を、15日の『賢者の石』（2001年公開作品）と22日の『秘密の部屋』（2002年公開作品）の2週連続放送より春・夏・秋の3季に亘って実施[36]。
- 23日 - 2012年1月31日より食道癌のため休業していた歌手・タレントのやしきたかじんが、司会を務める関西テレビ『たかじん胸いっぱい』（関西ローカル）のこの日の放送よりテレビ復帰[37]。
- 26日 - テレビ朝日系にて、2014 FIFAワールドカップ・アジア最終予選「日本VSヨルダン」戦を22時30分より中継[注 5]。平均視聴率は関東25.0%、関西(ABC)19.8%、瞬間最高視聴率は関東31.0%、関西26.4%（いずれもビデオリサーチ調べ）[38]。
- 27日 - 日本テレビ系『ヒルナンデス!』の水曜日にレギュラー出演していた小森純（モデル、タレント）が降板[39]。なお、4月3日放送より小島瑠璃子（タレント）が水曜日レギュラーに加入。
- 28日
  - BPOの放送人権委員会はこの日、フジテレビ系『ニュースJAPAN』で2011年10月5日・6日に放送した、肺癌治療薬「イレッサ」を取り扱った特集について「放送倫理上、問題があるとまでは言えない」との見解を示すも「配慮不足」と指摘した[40]。
- 29日
  - 霊能師の洗脳疑惑などで芸能活動を休止中だった中島知子（タレント、元オセロ）がこの日、テレビ朝日系『ワイド!スクランブル』に騒動後初のテレビ出演、例の騒動などについて語った。中島のテレビ出演は、かつて相方の松嶋尚美とともに司会を務めていた『知っとこ!』（MBS・TBS系）[注 6] を2011年4月に体調不良で降板して以来、約2年ぶり[41]。なお、所属の松竹芸能に無断で出演したことによって同社の逆鱗に触れる形となり、4月上旬に同社から所属契約を解除されている。
  - BPOの放送人権委員会はこの日、TBS系『報道特集』で2012年2月に放送された特集「国家資格の試験めぐり不平等が?疑念招いた1冊の書籍」で大学教授が申し立てた名誉毀損について「放送倫理上問題があったとはいえない」との見解を発表[42]。
  - フジテレビ系『FNNスーパーニュース』のコメンテーターを2000年4月より13年間務めた木村太郎（ジャーナリスト、元NHK記者）が勇退[43][注 7]。
  - TBS系『ぴったんこカン・カンスペシャル』は当初の放送予定を変更し、3月27日に結腸癌による肺炎のため死去した女優・坂口良子（57歳没）の追悼スペシャルとして放送[44]。
- 30日・31日 - NHK総合『サタデースポーツ』『サンデースポーツ』のキャスターが交代（山岸舞彩→杉浦友紀【NHKアナウンサー】）[45][46][注 8]。
- 30日
  - テレビ東京系『田勢康弘の週刊ニュース新書』のサブキャスターに繁田美貴（テレビ東京アナウンサー）が就任[47][注 9]。
  - フジテレビ系列で放送されていたミニ番組である動物番組『ペット百科』（1993年4月 - ）とアニメ『親子クラブ』（1994年10月 - ）がこの日の放送をもって終了。前者は20年、後者は18年半の歴史にそれぞれ幕。
- 31日
  - 朝日放送・テレビ朝日系『パネルクイズ アタック25』の第7代出題兼アシスタントを約4年務めた加藤明子（朝日放送アナウンサー）が産前産後休業により退任[注 10]。後任の8代目には4月7日放送より角野友紀（同）が就任[48]、浦川泰幸（同）が司会になってからは初のアシスタント交代となるほか、初代の児玉清司会時代（1975年4月6日 - 2011年4月10日）からの出題者は全員退任したことになる。
  - 日本テレビ系『真相報道 バンキシャ!』が放送開始から500回を迎え、3年半にわたって担当した鈴江奈々（日本テレビアナウンサー）が産前産後休業により退任。後任には4月7日放送より夏目三久（フリーアナウンサー、元日本テレビアナウンサー）が就任[49]。

### 4月
- 1日
【NHK】[50][51]
  - 夕方枠の『ゆうどきネットワーク』が新年度より全国放送化、新たに関西地方で放送開始[52]。

【日本テレビ系】
  - 早朝の『Oha!4 NEWS LIVE』（日テレNEWS24(CS)制作）が大幅リニューアル。気象は酒井千佳（フリーアナウンサー【元北陸放送→テレビ大阪アナウンサー】）、エンタメは新井恵理那（フリーアナウンサー）、スポーツは加藤多佳子（フリーアナウンサー）、木曜男性キャスターは辻岡義堂（日本テレビアナウンサー）の4名が新たに担当。また、火曜男性キャスターの藤田大介（日本テレビアナウンサー）が1年ぶりの当番組レギュラー出演復帰するのに加え番組構成も見直し、ニュース中心からニュース解説やトレンド情報の新コーナーを設置し方向転換を図る[53][54]。
  - 『ZIP!』では、2年続けてお天気キャスターが交代（上野優花→にわみきほ）[55] の他、ショートアニメ第2作『マジンガーZIP!』などの新企画が登場。
  - 『PON!』（関東・東海エリアネット）では、杉上佐智枝（日本テレビアナウンサー）が産前産後休業から1年ぶりに復帰、ビビる大木とともに月〜水曜MCを担当[注 11]。またスタジオセットも一新、各曜日の出演者も一部変更しリニューアル[注 12]。
  - 『NEWS ZERO』では新キャスターとして山岸舞彩が加入[45][56]。フィールドキャスターだった右松健太（日本テレビアナウンサー）がスタジオMCに昇格[注 13][57]、磯貝初奈が新設のお天気キャスターに就任[58]。

【テレビ朝日系】
  - 『スーパーJチャンネル』平日のメインキャスターが交代（上山千穂【テレビ朝日アナウンサー】→八木麻紗子【同】）[59]。
  - 『報道ステーション』のコメンテーターが交代（三浦俊章【朝日新聞論説委員】→恵村順一郎【同】）[60]。

【TBS系】
  - 『Nスタ』、平日新キャスターに加藤シルビア（TBSアナウンサー）が加入[61]。また、番組テーマ曲としてSMAPの最新曲「Yes we are」を採用。SMAPがニュース番組のテーマ曲を歌うのは初[62]。
  - 『NEWS23』（『NEWS23クロス』から再改題[注 14]）がリニューアル、アンカーマンとして岸井成格（ジャーナリスト、毎日新聞主筆）を起用[63]。
  - 中部日本放送（後のCBCテレビ）にて、平日13時55分枠に2時間のローカル情報番組『ゴゴスマ -GO GO!Smile!-』（司会：石井亮次〈CBCアナウンサー、当時〉）を放送開始[64]（2015年4月 - TBSを皮切りにJNN系列局で順次ネット開始、2025年現在も継続）。

【テレビ東京系】
  - 平日の子供向けバラエティ番組『ピラメキーノ』が夕方から早朝枠へ移動の上30分→5分枠に短縮、『ピラメキーノ640』に改め新装開店[65]。

【フジテレビ系】
  - 『めざにゅ〜』は月〜水曜新キャスターとして神田愛花（フリーアナウンサー、元NHKアナウンサー）が登板[66]。
  - 平日午後枠にて『アゲるテレビ』開始[67]。メインキャスターは西尾由佳理（フリーアナウンサー、元日本テレビアナウンサー）が登板[68] が、当初大塚範一が西尾とのコンビでメインキャスターとして本格的に仕事復帰する予定であったが[69]、大塚の再療養により当面見合わせとなった[23]（ - 9月）。また同じくして、関西テレビの『ハピくるっ!』がテレビ西日本でネット開始。
  - 『スーパーニュース』も関東ほか一部地域での平日の放送時間を16時30分からに拡大しリニューアル[43][70]。
  - 東海テレビでは『ぴーかんテレビ』（2011年8月、不祥事により打ち切り）以来、1年8ヶ月ぶりとなる平日午前10時枠のローカル情報番組『スイッチ!』（司会：長島弘樹・宮沢桃子・本仮屋リイナ〈いずれも同局アナウンサー、当時。本仮屋は2013年度入社〉）が放送開始。

【独立局】
  - TOKYO MX『5時に夢中!』がKBS京都とサンテレビでネット開始[71]、同番組のネットは群馬テレビを含め4局となった。

【BSデジタル】
  - BSジャパンでは、平日夜22時台に『BSニュース 日経プラス10』新設。政井マヤ（元CX／月・火）、神田愛花（元NHK／水）、小島慶子（元TBS／木・金）の3名がメインキャスターを務め、月〜金曜通しのサブキャスターとして前田海嘉（テレビ東京アナウンサー）が登板[72][73]。
- 2日 - 5代目歌舞伎座の「新開場こけら落とし公演」がNHK総合『ニュースウオッチ9』で生中継され、勧進帳の見所である飛び六方などを放送[74]。
- 2日・3日 - フジテレビ系『笑っていいとも!』の新レギュラーが登場。火曜日担当アナウンサーに久代萌美（フジテレビアナウンサー）、水曜日週替わりレギュラーに、お笑いトリオのパンサー、お笑いコンビアルコ&ピース、同じくウエストランドの3組が出演[75][注 15]。なお、旧水曜日隔週レギュラーの三ツ矢雄二（声優）、旧木曜日レギュラーの伊藤修子（女優・イラストレーター）、旧水曜日アナウンサーの本田朋子（フジテレビアナウンサー）はそれぞれ3月いっぱいで退任。
- 4日
  - NHK総合『MUSIC JAPAN』の放送時間が3年ぶりに変更、この日から木曜23時台(22:55-23:20)へ移動。同時に青井実（NHKアナウンサー）の後任として吉田一貴（同）が新加入、PerfumeとともにMCを務める。
  - テレビ東京『宇宙ニュース』、初代キャスター大江麻理子（テレビ東京アナウンサー）のニューヨーク赴任に伴い、2代目キャスターに宇宙飛行士の野口聡一が就任。現役の宇宙飛行士がキャスターとして出演するのは初。さらにリポーターとして狩野恵里（テレビ東京アナウンサー）が登板[76]。
- 5日 - NHK総合『ゆうどきネットワーク』の金曜版『ゆうどきネットワーク 関西発』（NHK大阪放送局制作）が放送開始、司会は女優の田丸麻紀と、NHKアナウンサーの横尾泰輔、田中泉、比留木剛史が務める[77]。
- 5日・6日 - 日本テレビ系『news every.』、関東地区ほか一部地域における金曜日の放送開始が16:50[注 16] からとなり、関東地区における前枠のアニメ『それいけ!アンパンマン』の放送時間が10分繰り上げ(16:30 - 17:00→16:20 - 16:50)。また、『news every.サタデー』（土曜版）の放送時間が17:00-17:30に繰り上げとなった[注 17]。
- 6日
  - 読売テレビ・日本テレビ系『ウェークアップ!ぷらす』、キャスターを務めた虎谷温子（読売テレビアナウンサー）の産前産後休業入りを機にリニューアル。新キャスターに坂木萌子（フリーアナウンサー、元さくらんぼテレビアナウンサー）と森若佐紀子（読売テレビアナウンサー）両名が就任[78]。
  - テレビ東京系『出没!アド街ック天国』のサブMCが交代（大江麻理子→須黒清華【テレビ東京アナウンサー】）[79]。また、競馬中継番組『ウイニング競馬』の司会者も交代（井森美幸・須黒清華→斉藤慎二【ジャングルポケット】・植田萌子【同局アナウンサー】）[80]。
  - フジテレビ系『めちゃ×2イケてるッ!2時間30分SP』はこの日、矢部浩之（ナインティナイン）の結婚を祝して「めちゃ×2祝ってるッ!矢部浩之♥裕子結婚披露宴緊急生放送」と題して特別生放送、相方の岡村隆史ら共演陣が矢部を祝福[81]。平均視聴率は20.8%（関東地区、ビデオリサーチ調べ）と、同局ではこの年最初の20%超えとなった。
- 7日
  - NHK BSプレミアムで『おとうさんといっしょ』が放送開始、放送54年目のNHK Eテレ『おかあさんといっしょ』の兄弟番組ならぬ「夫婦番組」として制作される[82]。
  - NHK Eテレ『日曜美術館』が放送38年目を迎え司会者交代。前週まで務めた千住明（音楽家）に代わって、俳優の井浦新がこの日から登板。
  - テレビ朝日系『報道ステーション SUNDAY』、新コメンテーターに星浩（朝日新聞特別編集委員）が就任[60]。
  - NHK総合『NHK海外ネットワーク』が土曜日→日曜日に3年ぶり復帰、新司会に傍田賢治（NHK国際部記者）と桑原りさ（フリーアナウンサー）両名が就任[83]。
  - テレビ東京系『モヤモヤさまぁ〜ず2』、大江麻理子（テレビ東京アナウンサー）がこの日放送の3時間半SPを以て番組MCを卒業[84]。なお、後任の2代目アシスタントとして狩野恵里（同）が21日放送より登板[85]。
  - テレビ朝日系日曜21時枠に新枠『日曜エンターテインメント』誕生。従来の映画（『日曜洋画劇場』）の他、大型ドラマ、バラエティーなどを放送[86][87][注 18]。
  - フジテレビ系『Mr.サンデー』（関西テレビと共同制作）のアシスタントが交代（滝川クリステル→椿原慶子【フジテレビアナウンサー】）[88]。
  - テレビ朝日系『やべっちFC』、前田有紀（元テレビ朝日アナウンサー、3月31日付で退社）の後任となるアシスタントとして竹内由恵（テレビ朝日アナウンサー）が登板[89][90] の他、隔週レギュラーとして中山雅史（サッカー解説者、元日本代表・ジュビロ磐田）が出演[91]。
- 8日 - 日本テレビ系『人生が変わる1分間の深イイ話』2時間スペシャルのこの日「1分間の深イイ話×ボクシング世界戦緊急生放送」と題し、番組内にてプロボクシングWBC世界バンタム級タイトルマッチ「山中慎介VSマルコム・ツニャカオ」戦を両国国技館より生中継。
- 10日 - テレビ朝日系『くりぃむクイズ ミラクル9』、前田有紀の後任として久冨慶子（テレビ朝日アナウンサー）がこの日放送の3時間スペシャルより新アシスタントとして登場[90]。
- 11日 - 14日 - テレビ朝日系にて『世界フィギュアスケート国別対抗戦2013』を中継放送[92]。
- 12日 - 日本テレビ系『金曜ロードSHOW!』、2012年4月6日より1年間「シネマボーイ」を務めた加藤清史郎（子役）に代わり、この日の放送（『エイリアンVSプレデター』）より「映画マイスター」としてSascha（DJ・ナレーター）と、そのパートナーとして朴路美（声優）を迎え、番組全体を大幅リニューアル。映画やドラマの他バラエティ番組も放送[93][注 19]。
- 13日
  - 5時33分、兵庫県淡路島付近を震源とするM6.0の地震が発生。NHK総合は地震発生直後にそれまで放送していた『小さな旅』の再放送を打ち切って緊急地震放送に切り替え『おはよう日本』でも地震速報を中心に放送。日本テレビ系では『ズームイン!!サタデー』の第1部OPを除くほぼ全編を地震情報にあてる。TBS系ではマスターズゴルフトーナメント中継を中断して地震情報を放送するなどそれぞれ緊急対応を行った。[注 20]
  - テレ玉でこの日、西武ドームで開催のももいろクローバーZのライブ『ももクロ春の一大事2013 西武ドーム大会 〜星を継ぐもも Peach for the Stars〜』の模様を生中継(19:00-21:00)[94]。地上波におけるコンサートライブの生中継は異例で、当日はぎふチャン・KBS京都・サンテレビにもネットされた。
- 15日 - 日本テレビ系『ZIP!』及び『PON!』（関東・東海エリアネット）はこの日、東京ディズニーランド開園30周年を記念し、同所から特別生放送を実施[注 21]。
- 16日 - フジテレビ系『カスペ!』枠にて、同系地上波ゴールデンタイムでは21年ぶりとなるプロボクシング中継番組『EXCITING TIME』（『ダイヤモンドグローブ』から改題）放送開始、その初中継として「井上尚弥VS佐野友樹」戦および、ロンドンオリンピック金メダリスト・村田諒太のプロテストマッチの模様を後楽園ホールから生中継。MCは千原ジュニア（千原兄弟）と菜々緒（グラビアタレント）が担当[95][96]。
- 18日
  - 日本テレビ系『スッキリ!!』に安倍晋三内閣総理大臣が生出演。現職の総理が民放のワイドショー番組に生出演するのは異例[97]。
  - フジテレビ系『VS嵐』に伊藤利尋（フジテレビアナウンサー）が3代目天の声として復帰。
- 21日・23日 - 14日に死去した俳優の三國連太郎（90歳没）の追悼特別番組を各局で放送。21日にはNHK総合で『三國連太郎さんをしのんで』を放送(13:05-14:45)[98]、またWOWOWプライムでも三國主演の松竹映画『息子』（1991年公開作品）を追悼特別放送(17:30-19:45)された[99]。23日にはテレビ東京『午後のロードショー』にて映画『美味しんぼ』（1996年、松竹）[注 22] を放送[100]。
- 27日 - フジテレビ系『土曜プレミアム』にてお笑い特番『今夜衝撃の重大発表!爆笑レッドカーペット高橋番組辞めたってよ』を放送。これまで司会を務めていた高橋真麻の同局退社に伴い、前任の中村仁美（フジテレビアナウンサー）が司会に復帰。
- 29日
  - TBS系にて、TBS・JNNが総力を挙げておくる大型ドキュメンタリー企画『テレビ未来遺産』を開始、月1回、ゴールデンタイムにて放送[101]。シリーズ第1弾として『“いのちの輝きSP”生命誕生ドキュメント 夫婦の葛藤と決断…私どうしても産みたい!』(21:00-22:54)が放送された[102]。
  - サンテレビで開局以来続くプロ野球中継番組『サンテレビボックス席』がこの日の「阪神×広島」戦（阪神甲子園球場）で通算中継数3000試合を達成。また、試合前には記念特別番組『3000試合メモリアル!〜タイガースと共に〜』が放送された[103]。

### 5月
- 5日 - 日本テレビ系でこの日、東京ドームで開催のプロ野球公式戦「巨人×広島」戦試合前に行う長嶋茂雄（元プロ野球巨人軍選手、巨人終身名誉監督）・松井秀喜（元プロ野球巨人・メジャーリーグ選手、2012年現役引退）両名の国民栄誉賞の授賞式、並びに松井の引退セレモニーの模様を特別番組『長嶋茂雄&松井秀喜W国民栄誉賞!緊急生中継スペシャル』(12:45-15:00)として放送[104]。
- 13日 - 20日 - テレビ東京系にて『世界卓球2013パリ大会』を独占放送[105]。

### 6月
- 2日〜9日 - 日本テレビが開局60周年記念として、1週間に亘り『7daysチャレンジTV〜一緒に、未来貢献。〜』を展開、各番組にて特別企画の他、特別番組を放送[106]。
- 4日・11日 - テレビ朝日系にて、ブラジルワールドカップアジア最終予選の日本代表戦2試合を中継放送。
- 8日
  - ジャーナリスト・テレビキャスターの辛坊治郎がこの日、全盲のセーラー岩本光弘とともにヨットによる太平洋横断「ブラインドセーリング」に挑戦[107] のため、同日の『ウェークアップ!ぷらす』生放送を最後に、全レギュラー番組を一時降板。やしきたかじんの再休養[108] により、一時的に復帰していた『たかじんのそこまで言って委員会』の副委員長役も9日放送分で完全勇退。後任として山本浩之が16日放送分から登場。山本にとって他局でのレギュラー番組は、関西テレビ退職後初となる。先述の通り、たかじんが再休養していることより、当面は山本単独での進行となる[109]。『ウェークアップ!ぷらす』の15日と22日の放送は、福澤朗（元日本テレビ）が、29日から3日の放送は、三浦隆志（読売テレビアナウンサー）が、辛坊の代役として担当。辛坊は、10日の放送から復帰。
  - フジテレビ系で『AKB48第5回選抜総選挙 生放送SP』を日産スタジアムから生中継。同系列では、前年実施の総選挙に続いて2年連続2回目の放送となったが、時間枠も18:30 - 23:10の4時間40分[注 23] と大幅に拡大された[110]。指原莉乃が初の1位を獲得した。
- 15日〜30日 - FIFAコンフェデレーションズカップ2013をNHK BS1が全16試合生中継。フジテレビが地上波とCSで生中継や録画放送。
- 29日・30日 - TBSで毎年恒例の『音楽の日』を放送。司会は中居正広(SMAP)と安住紳一郎（TBSアナウンサー）。音楽番組としては過去最長の13時間超（中断ニュースを含めると15時間。ただし、一部地域では非ネットの時間帯あり）にわたって放送[111][112]。

### 7月
- 1日〜5日 - 『笑っていいとも!』にて、田中裕二（爆笑問題）・三村マサカズ（さまぁ〜ず）・鈴木浩介・バナナマンが曜日移動した。
- 6日 - 日本テレビ系にて、テレビ史上初となる12時間生放送の音楽特番『THE MUSIC DAY 音楽のちから』を放送。司会は櫻井翔（嵐）が担当[113]。
- 20日〜8月4日 - 『世界水泳バルセロナ2013』をテレビ朝日系の地上波とCSで生中継、BSで録画放送。
- 21日・22日 - 第23回参議院議員通常選挙に伴い、NHK・民放各局で選挙特別番組を放送。

- 28日 - 浜田省吾が出演するNHK BSプレミアムの特別番組『浜田省吾ライブスペシャル〜僕と彼女と週末に〜』が放送される。浜田にとっては12年ぶりのテレビ出演となる[114]。

### 8月
- 3日・4日 - フジテレビ系にて毎年夏恒例の『FNS27時間テレビ 女子力全開2013 乙女の笑顔が明日をつくる!!』を放送[115]。それまでの『FNS27時間テレビ』は毎年7月末に放送していたが、この年は7月に前述の選挙特番があったため、異例の8月放送となった（7月以外の開催は10年ぶり。）。
- 4日 - 12時28分ごろ宮城県沖でM6.0の地震がおきたため、NHK総合『NHKのど自慢』愛知県豊川市の中継を中断して、地震速報に切り替えられ休止になった。なお、同日の回は、24日に改めて放送[116]。
- 8日〜22日 - 第95回全国高等学校野球選手権大会（阪神甲子園球場）が開催。NHK（総合・Eテレ）と朝日放送・BS朝日・スカイ・A sports+で連日中継。この年はNHKの高校野球中継開始から60周年となる。また大会期間中、朝日放送・テレビ朝日系にて恒例の『熱闘甲子園』を連日放送。
- 10日〜18日 - TBS系にて『世界陸上モスクワ大会』を独占中継。メインキャスターは1997年のアテネ大会以降9大会連続で織田裕二（俳優）と中井美穂（フリーアナウンサー）が務める[117]。
- 24日・25日 - 日本テレビ系にて毎年夏恒例の『24時間テレビ36「愛は地球を救う」』放送。メインパーソナリティはジャニーズ事務所所属のグループ・嵐が前年に続き担当、『24時間テレビ』史上初めて同一タレントが2年連続で番組の顔となる。また22回目となる24時間チャリティマラソンは大島美幸（森三中）が走者を務める。
- 25日 - テレビ朝日系で、特撮『仮面ライダーシリーズ』と『スーパー戦隊シリーズ』のクロスオーバー映画『仮面ライダー×スーパー戦隊 スーパーヒーロー大戦』と、アニメ『プリキュアシリーズ』劇場版『映画 プリキュアオールスターズNewStage みらいのともだち』をワンセットにした特別番組『スーパーヒーロー&ヒロイン夏休みスペシャル』を、6:00 - 9:00で全国放送。『プリキュアシリーズ』劇場版が地上波全国放送となったのは、これが初となった。
- 26日〜9月1日 - 『世界柔道2013 リオデジャネイロ』をフジテレビ系の地上波で生中継、BS・CSで録画放送。
- 29日 - 日本テレビのプロ野球巨人戦中継（後のDramatic Game 1844）開始から60周年を記念し「巨人×阪神」戦（東京ドーム）を「日本テレビ開局記念ナイター」として開催、同局系で中継。[118]

### 9月
- 2日 - NHK総合でNHK Hybridcastサービスを開始。
- 6日～8日 - 北海道テレビ放送の深夜番組で大泉洋、鈴井貴之が出演する『水曜どうでしょう』のファンミーティングイベント「水曜どうでしょう祭 UNITE 2013」を真駒内公園で開催。
- 8日 - 5:00 (JST)に2020年夏季オリンピックの開催地が決定することに伴い、NHK・民放各局で第125回IOC国際オリンピック委員会総会の模様の生中継を中心とした特別番組を未明から早朝にかけて放送。

- 13日 -『みのもんたの朝ズバッ!』と『みのもんたのサタデーずばッと』の司会を務めるみのもんたが、身内の不祥事を受け出演を自粛する事を発表した。
- 16日
  - 台風18号のためNHK総合・民放で番組の放送内容を変更したり、番組を休止し台風関連のニュースに切り替えた。
  - 1956年4月放送開始の『ナショナルゴールデンアワー』より『月曜ミステリーシアター』に至るまでTBS系月曜20時ドラマ枠として一社提供単独スポンサーを担当した松下電器産業（後のパナソニック）が自社の経営合理化策の一環として9月を以て単独スポンサーを降板。なお、10月より月曜20時ドラマ枠はパナソニックを含めた複数企業によるスポンサー提供枠となる[119]。
- 21日 - 日本テレビ系で当初放送予定だった『世界一受けたい授業』スペシャル[注 24] を変更して、プロ野球 巨人対広島戦を緊急生中継した。
- 27日
  - テレビ朝日系で2010年10月から放送されていた朝の情報ワイド番組『やじうまテレビ!』が放送終了。これにより、1985年9月から『やじうまワイド』から始まった『やじうまシリーズ』が28年の歴史に幕。
  - 関西テレビ『FNNスーパーニュースアンカー』のメインキャスターを2006年4月から担当してきた山本浩之（フリーアナウンサー）が同番組を卒業、後任には岡安譲（関西テレビアナウンサー）が起用される。
- 30日
【日本テレビ系】
  - 『NEWS ZERO』が月 - 木曜に限り、前座となる22時台の番組を6分延長し、これとステブレレスとなり、放送時間を23:00 - 23:59に変更。これにより、前番組『NNNきょうの出来事』末期から引き続き当番組でも導入されたフライングスタートを19年半ぶりに廃止する[120][121][122][123]。

【テレビ朝日系】
  - これまで放送されてきた『やじうま』シリーズに代わる朝の情報番組として『グッド!モーニング』を開始する[124]。坪井直樹・松尾由美子（いずれもテレビ朝日アナウンサー）は『やじうまテレビ!』から続投。

【TBS系】
  - 『Nスタ』がTBS・新潟放送における放送開始時刻を15:50に繰り上げ、3時間10分番組とし、在京キー局では最も開始時刻の早い・最も放送時間の長い夕方ニュース番組となる[125][126][127]。これは在京キー局では最も開始時刻の早い・最も放送時間の長い平日夕方ニュースである『FNNスーパーニュース』（フジテレビ系）の2013年4月1日から9月27日までの間の放送開始時刻に比べて40分早く、その放送時間でも40分長い。

【フジテレビ系】
  - 『FNNスーパーニュース』の関東ほか一部地域における放送開始時刻が16:50に繰り下がり、2013年3月以前の放送開始時間に戻る。これにより、在京キー局では最も開始時刻の早い・最も放送時間の長い平日夕方ニュースではなくなる。
  - 関西テレビ『ハピくるっ!』の放送時間帯が『アゲるテレビ』の終了に伴い、2012年3月以前の14時台に移動。同番組はこの日以降、新たに長野放送・テレビ静岡・沖縄テレビでも順次ネットが開始され（もしくは開始予定があり）、2013年4月からネットを開始したテレビ西日本と合わせて5局ネットとなる。

### 10月
- 3日〜6日 - 『世界体操2013ベルギー』をフジテレビ系の地上波で生中継。
- 5日 - 日本テレビ系『メレンゲの気持ち』の新レギュラーに、高橋真麻（フリーアナウンサー・元フジテレビアナウンサー）が加入、久本雅美、いとうあさこと共にMCを務める。なおMC陣の一人だった百田夏菜子（ももいろクローバーZ）は9月28日の放送をもって卒業。
- 22日 - フジテレビ系『笑っていいとも!』のこの日の番組エンディングにて「2014年3月限りで番組を終了する」ことが、司会のタモリ自らにより発表された[128]。
- 24日 - フジテレビ系『ほこ×たて』について、同月20日に放送された2時間スペシャルの中で「収録の順番や対戦の運営方法について、不適切と思われる演出が確認された」として、同月27日以降の同番組の放送を当分中止することを発表[129]。その後、11月1日に番組打ち切りが発表された。
- 25日 - TBSは、身内の不祥事のために『みのもんたの朝ズバッ!』『サタデーずばッと』への出演を自粛していたみのもんたについて、『全ての報道番組から降板させる』ことを発表した[130][131]。なお、『朝ズバッ!』『サタデーずばッと』については11月第2週から番組をリニューアルする方針であることも明らかとしている[130]。
- 27日 - フジテレビ系『笑っていいとも!増刊号』も2014年3月いっぱいで終了することになった。
- 29日 - TBSは、『マツコの日本ボカシ話』の表現・演出方法には、局の内規に抵触するおそれがあり、再検討を行う、として番組の一時休止を発表。同枠は別番組に差し替えられた[132]。

### 11月
- 6日
  - TBS系『はなまるマーケット』が2014年3月末で番組を終了することが司会を務める岡江久美子と薬丸裕英から口頭で発表された。
  - BSフジは、「風の見た自然たち」で、事実と異なる映像を放送したとして謝罪、同番組を打ち切った[133]。
- 12日 - TBSは、休止していた『マツコの日本ボカシ話』の終了を決定した事を発表した[134]。
- 17日 - NHK総合はこの日、11月8日に死去した歌手の島倉千代子の追悼特別番組『追悼 歌手・島倉千代子〜涙の中に笑顔がいっぱい』を放送。
- 23日 - TBS系『チューボーですよ!』が『新・チューボーですよ!』のタイトルでリニューアル、司会の堺正章の6代目アシスタントに、すみれ（モデル・タレント）が起用、歴代TBSアナウンサー以外での初のアシスタント起用となる。

### 12月
- 3日 - 2015年度のNHK大河ドラマ第54作として『花燃ゆ』（主演：井上真央）が製作されることが、NHKより発表された[135]。
- 26日 - 毎日放送で12月7日に放送された情報番組『せやねん!』の番組内で紹介したダイヤモンド詐欺の映像が読売テレビで12月5日に放送された『かんさい情報ネットten.』が取材した映像を無断で使用したことがこの日判明。12月28日放送の「せやねん!」の番組冒頭で松井愛（毎日放送アナウンサー）が謝罪した。
- 30日 - TBS系で『第55回輝く!日本レコード大賞』放送。大賞はEXILEの「EXILE PRIDE 〜こんな世界を愛するため〜」。EXILEは史上初の4回目の受賞。
- 31日
  - 第64回NHK紅白歌合戦放送。この年はNHK紅白歌合戦テレビ中継放送開始から60周年となる。本紅白を以って北島三郎が紅白出場を引退した他、EXILEのリーダー・HIROが同メンバーのパフォーマーとしての活動から退いた。また大島優子が2014年内にAKB48を卒業することを自ら口頭で発表した。
  - 日本テレビ系は『ダウンタウンのガキの使いやあらへんで!』の年末恒例特番・笑ってはいけないシリーズの第11弾『絶対に笑ってはいけない地球防衛軍24時』を放送。

## その他テレビに関する話題

### 年間
- 日本テレビが創立60周年を記念し、通年キャンペーン「Go!Next60」を1年間に亘り展開[136]。
- テレビ朝日がこの年の年間視聴率で2冠（ゴールデン・プライム）を達成。前身のNETテレビ（日本教育テレビ）時代を含めて初。なお、全日は日本テレビが首位となった。

### 1月
- 5日〜 - NHK東京（総合・Eテレ）と在京民放キー局5局が、東京都墨田区の集約電波塔・東京スカイツリーへの送信所移転に向け、土曜4時58分より2分間試験放送を実施[137]。
- 6日 - NHK東京アナウンス室のチーフアナウンサーで、スポーツ実況などで活躍した石川洋が死去（53歳没）[138]。
- 15日 - NHKがテレビ放送60年を記念し、過去の代表的な番組を網羅したアーカイブスサイト「テレビ60年・特選コレクション」を開設、この日よりPCにて提供開始[139]。
- 18日 - テレビ東京アナウンサーの大橋未歩が軽度の脳梗塞と診断され療養へ[140]。レギュラーの『所さんの学校では教えてくれないそこんトコロ!』は2月1日放送分以降、後輩の秋元玲奈が代任[141]。
- 26日 - NHK宇都宮デジタル総合テレビジョン（栃木県域）がこの日朝からチャンネル識別信号を変更[142]。

### 2月
- 1日
  - NHK総合、東京でのテレビ本放送（アナログ放送）開始から60周年。同日「テレビ60年・特選コレクション」スマートフォン・タブレット版の提供開始[139]。
  - テレビ朝日が開局55周年を記念し、この日より「開局55周年記念期間」をスタート。2014年3月までの1年間にわたり、記念番組やイベント等の事業を展開（予定）[143]。
  - 元TBSアナウンサーの青木裕子が、同日付でレプロエンタテインメントに所属、フリーアナウンサーとして活動[144]。
- 2日 - 23日 - NHKと在京キー局5社は東京スカイツリーからの試験放送を、毎週土曜日に早朝の2分間、夕方に1分間、1日2回実施[145]。なお受信障害問題について、2日に問い合わせのあった約4987件のうち約1308件で受信対策の相談があった[146]。
- 3日 - 元フジテレビアナウンサーで、フリーアナウンサーとなった平井理央が、この日放送の『ウチくる!?』に出演し、フリーアナウンサーとして本格始動[147]。

### 3月
- 2日 - 31日 - NHKと在京キー局5社が、東京スカイツリーからの試験放送を、平日朝と夕方の通常番組放送中に実施[148]。さらに16日より数回程度、約1時間の試験放送を実施[149]。
- 7日 - 気象庁の津波警報がこの日正午から大幅変更されるのに伴い、NHKでは東日本大震災を教訓とし「見て、聞いて、すぐ分かる」表現を目指した津波警報の画面などを変更[150]。
- 18日 - テレビ東京が経済・報道番組をインターネット配信するビデオ・オン・デマンド(VOD)サービス「テレビ東京ビジネスオンデマンド」を月額525円（税込）で開始[151][152]。
- 25日 - 31日 - 日本テレビが東京・汐留の日テレプラザにて『PON!』の春イベント「春のPON!祭り」開催[153]。また、27・28日には東京ドームシティホールにて『ZIP!』のライブイベント「ZIP!春フェス」が開催された[154]。
- 27日 - フジテレビと岡村隆史（ナインティナイン）の共同運営によるインターネット放送局「ゼロテレビ」開局。
- 29日 - 4月7日 - TBSが東京・赤坂サカスで「春サカス2013 TBS春の大感謝祭」開催。
- 30日・31日 - NHKが渋谷ヒカリエで「NHK 春ナビ WONDER LAND@渋谷」を開催[155]。
- 30日 - 4月7日 - 毎日放送が大阪市北区茶屋町の毎日放送本社にてイベント「春満開!MBSキャラまつり」開催[156]。
- 31日
  - テレビ朝日・前田有紀（2003年入社）[89][90]、フジテレビ・高橋真麻（2004年入社）[157]、関西テレビ・山本浩之（1985年入社）の各アナウンサーが同日付でそれぞれ退社（高橋、山本はフリーに転向）。なお、山本は『スーパーニュースアンカー』のキャスターを4月以降も続投[158]。
  - 毎日放送所有のスタジオ「MBSスタジオ in USJ」（大阪市此花区、ユニバーサル・スタジオ・ジャパン(USJ)内）が閉鎖。
  - スカパー!プレミアムサービスの3D専門チャンネル、スカチャン3D(596ch)が閉局[159]。

### 4月
- 1日
  - テレビ朝日が2012年度の視聴率2冠（ゴールデン・プライム）を達成。前身のNETテレビ（日本教育テレビ）時代を含めて初。なお、全日は日本テレビが首位となった[160]。
  - テレビ朝日運営のCS放送チャンネル、テレ朝チャンネルと朝日ニュースターがそれぞれ「テレ朝チャンネル1 ドラマ・バラエティ・アニメ」と「テレ朝チャンネル2 ニュース・スポーツ」に名称を変更しリニューアル[161]。
  - テレビ東京アナウンサーの大江麻理子が、同日付で同局のアメリカ現地法人「TV TOKYO AMERICA,INC.」のニューヨーク本社（テレビ東京ニューヨーク支局）へ出向[162]。同日より『Newsモーニングサテライト』のニューヨーク担当キャスターに就任[注 25]。
  - NHKアナウンサーの堀潤[163]、フジテレビ元アナウンサーの長谷川豊[164] がそれぞれ同日付で退職。
  - NHKが放送番組音声の新基準「ラウドネス」導入[165]。
  - 中部日本放送が免許を含むラジオ事業部門を子会社のCBCラジオへ分割移譲[166][167] したことに伴い、同社本体はテレビ単営局となり、呼出符号を「JOAR-DTV」→「JOGX-DTV」に変更[168]。
- 2日 - 東京スカイツリーの電波障害問題で、1日までに約7万4065件もの電波障害があったことが判明[169]。NHKと在京各局は4月以降も継続して試験放送を実施[170]。
- 8日 - 世界最大規模の国際テレビ番組見本市、MIPTVが フランス・カンヌで開幕。「世界のテレビを変えた50作」に 日本からはTBS系で放送された『加トちゃんケンちゃんごきげんテレビ』（1986年1月 - 1992年3月）の人気企画だった「おもしろビデオコーナー」などが選出された[171]。
- 11日 - 女性お笑いコンビ・オセロ（中島知子・松嶋尚美）がコンビを解散、20年に亘る活動に幕。この日、松嶋がブログで明らかにした[172]。なお、中島が前述の通り4月に松竹芸能から契約解除されたばかりで、既に独立している松嶋ともども松竹芸能所属ではなくなった。また、オセロが司会を務めていた『知っとこ!』（毎日放送・TBS系）は松嶋のみの司会となった。

### 5月
- 10日 - 在京民放キー局5社がこの日、首都直下地震などの大規模災害発生の際、各局がヘリコプターから撮影した映像をプール化し相互利用できる協定を締結[173]。
- 12日 - この日の正午にTOKYO MXの東京タワーからの送信を終了し、送信所を東京スカイツリーに全面移行した[174]。
- 14日〜25日 - NHK東京と在京民放キー局各局が、東京スカイツリーへの送信所移転に向け、1日3〜10時間の試験放送を実施[175]。
- 31日 - この日9時よりNHK東京と在京民放キー局各局が東京スカイツリーより送信開始[176]。

### 6月
- 20日 - 東京都渋谷区神南のNHKホール、落成から40周年。
- 21日 - テレビ東京はこの日より島田昌幸が会長に、髙橋雄一【日本経済新聞社顧問】が社長にそれぞれ就任した[177]。
- 27日 - フジテレビ、当日開催の定時株主総会にて、第8代社長：豊田皓が退任し、第9代社長に亀山千広（常務取締役）が就任する新体制を承認した[178]。

### 8月
- 1日 - NHK、東京都千代田区内幸町の旧放送会館から渋谷区神南の放送センターへ移転（センター運用開始）から40周年。
- 10日 - フジテレビ系『オールナイトフジ (第1期)』やテレビ東京系『レディス4』（後のL4 YOU!）の初代司会者として活躍した高崎一郎（フリーアナウンサー、元ニッポン放送アナウンサー）がこの日死去（82歳没）。
- 28日
  - 日本の民放テレビ第1号、日本テレビ開局60周年。
  - TBS系『ザ・ベストテン』（1978年 - 1989年）のプロデューサーを務めていた山田修爾（演出家・プロデューサー、キャスト・プラス取締役相談役、元TBSプロデューサー）がこの日死去（67歳没）。

### 9月
- 3日 - 1月18日から軽度の脳梗塞で療養していたテレビ東京アナウンサーの大橋未歩がこの日から職場復帰[179]。9月27日放送の『やりすぎ都市伝説スペシャル2013秋』から番組復帰し、秋元玲奈が代任を務めていた『所さんの学校では教えてくれないそこんトコロ!』も10月4日放送分から復帰[180]。
- 4日 - 毎日放送の大阪・茶屋町の本社敷地内に新館「B館」が竣工。以後放送機器やスタジオを整備し、2014年4月4日にグランドオープンさせる予定[181]。
- 21日 - 刑事コロンボなどの吹き替えを担当した石田太郎が心筋梗塞のため死去（69歳没）。
- 月内 - 2006年入社のフジテレビアナウンサー2人が松尾翠はJRA騎手の福永祐一と、本田朋子は元バスケットボール男子日本代表の五十嵐圭とそれぞれ婚約に伴い退社[182]。

### 10月
- 1日 - テレビ東京が2014年4月の開局50周年を記念し、この日より「開局50周年キャンペーン」をスタート。2015年3月までの1年半にわたり、記念番組やイベント等の事業を展開[183]。
- 31日 - 放送免許満了日。なお過去の放送法改正により、5年に1度の免許更改時には新たに放送事業に参入しようとする者の申請も認められるようになり、これに伴い既存事業者も免許更新の申請を行わなければならなくなっている。

### 12月
- 1日 - 東名阪における地上デジタルテレビジョン放送開始から10周年。
- 23日 - 東京都港区芝にある電波塔、東京タワー完成から55周年。

## 周年

### 番組
| 月 | 周年 | 番組（主管局） |
| -- | ---- | --- |
| 1  | 50   | キユーピー3分クッキング（日本テレビ） |
| 1  | 10   | さんタク（フジテレビ） ハナタレナックス（北海道テレビ） |
| 3  | 25   | 探偵!ナイトスクープ（朝日放送（後の朝日放送テレビ）） |
| 3  | 15   | FNNスーパーニュース（フジテレビ） |
| 3  | 10   | おにぎりあたためますか（北海道テレビ） |
| 4  | 50   | 大河ドラマ（NHK総合、BSプレミアム） NHK杯テレビ囲碁トーナメント（NHK Eテレ） |
| 4  | 40   | ポンキッキシリーズ（フジテレビ、BSフジ） |
| 4  | 25   | ワールドビジネスサテライト（テレビ東京） |
| 4  | 20   | NHKニュースおはよう日本、NHKニュース7、クローズアップ現代（以上、NHK総合） 天才てれびくんシリーズ、アニメ『忍たま乱太郎』シリーズ（NHK Eテレ） COUNT DOWN TV（TBS） 朝だ!生です旅サラダ（朝日放送（後の朝日放送テレビ）） 北海道クローズアップ（NHK札幌放送局 / NHK総合（北海道ブロック）） |
| 4  | 15   | さわやか自然百景、課外授業 ようこそ先輩（以上、NHK総合） ザ!鉄腕!DASH!!（日本テレビ） 情熱大陸（毎日放送） ももち浜ストア（テレビ西日本） 熱血テレビ（山口放送） |
| 4  | 10   | にほんごであそぼ（NHK Eテレ） 雨上がり決死隊のトーク番組アメトーーク!（テレビ朝日） ぴったんこカン・カン（TBS） ぐっさん家〜THE GOODSUN HOUSE〜（東海テレビ） じゃじゃじゃTV（IBC岩手放送）                                                                                                 |
| 5  | 60   | 大相撲中継（NHK総合） |
| 5  | 30   | L4 YOU!（テレビ東京） |
| 6  | 10   | 今日感テレビ（RKB毎日放送） |
| 7  | 35   | 独占生中継 隅田川花火大会（テレビ東京） |
| 7  | 10   | たかじんのそこまで言って委員会（読売テレビ） |
| 8  | 60   | NHKプロ野球（NHK） Dramatic Game 1844（日本テレビ） |
| 8  | 35   | 24時間テレビ 「愛は地球を救う」（日本テレビ / NNN・NNS31局） |
| 9  | 10   | 吉田類の酒場放浪記（BS-TBS） |
| 10 | 30   | THE フィッシング（テレビ大阪） カラオケトライアルシリーズ（千葉テレビ放送） billboard TOP40（テレビ神奈川） |
| 10 | 25   | それいけ!アンパンマン（日本テレビ） |
| 10 | 20   | スーパーサッカー（TBS） ダウンタウンDX（読売テレビ） |
| 10 | 15   | アニメ『おじゃる丸』シリーズ（NHK Eテレ） 『ぷっ』すま、いきなり!黄金伝説。（以上、テレビ朝日） ドライブ A GO!GO!（テレビ東京） |
| 10 | 10   | めざましどようび（フジテレビ） 食彩の王国（テレビ朝日） |
| 11 | 10   | ゲームセンターCX（フジテレビONE スポーツ・バラエティ） |
| 12 | 25   | 全国おもしろニュースグランプリ（テレビ朝日） |
| 12 | 20   | しまじろうシリーズ（テレビせとうち） |

### 開局・放送開始
デジタルテレビジョン放送局の開局は2003年12月1日以降であるため、前身のアナログテレビジョン放送からの通算。
| 月 | 周年 | 放送局（親局）                                                                 |
| -- | ---- | ------------------------------------------------------------------------------ |
| 2  | 60   | NHK総合（東京局）                                                              |
| 2  | 55   | NHK総合（熊本局、鹿児島局）                                                    |
| 2  | 50   | NHK教育（熊本局）                                                              |
| 2  | 45   | NHK教育（徳島局）                                                              |
| 3  | 55   | RKB毎日放送（福岡局）                                                          |
| 4  | 50   | 福島テレビ                                                                     |
| 4  | 40   | 奈良テレビ放送                                                                 |
| 4  | 20   | キッズステーション                                                             |
| 4  | 15   | フジテレビTWO                                                                  |
| 4  | 5    | チャンネル銀河                                                                 |
| 6  | 55   | 山陽放送                                                                       |
| 6  | 50   | NHK教育（岡山局）                                                              |
| 7  | 55   | 西日本放送                                                                     |
| 7  | 35   | 静岡朝日テレビ                                                                 |
| 7  | 15   | アニマックス                                                                   |
| 8  | 60   | 日本テレビ放送網                                                               |
| 8  | 55   | 讀賣テレビ放送、テレビ西日本（北九州局）                                       |
| 8  | 45   | 岐阜放送                                                                       |
| 9  | 30   | テレビ愛知                                                                     |
| 10 | 55   | NHK総合（富山局） 信越放送                                                     |
| 10 | 30   | 新潟テレビ21                                                                   |
| 10 | 20   | 山口朝日放送、大分朝日放送                                                     |
| 11 | 55   | NHK総合（長野局） 関西テレビ放送、静岡放送                                     |
| 11 | 45   | 北海道テレビ放送、テレビ静岡                                                   |
| 12 | 55   | NHK総合（盛岡局、新潟局、長崎局） 東海テレビ放送、新潟放送、北陸放送、南海放送 |
| 12 | 50   | NHK教育（甲府局、宮崎局、長崎局）                                              |
| 12 | 45   | 新潟総合テレビ                                                                 |
| 12 | 30   | テレビユー福島                                                                 |

## 記念回

### 帯番組
- 9400回 - 世界の車窓から（11月27日、テレビ朝日）
- 7500回 - L4 YOU!（3月8日、テレビ東京）[注 30]
- 6000回 - NEWS23（6月18日、TBS）
- 3400回 - クローズアップ現代（9月11日、NHK総合）
- 2000回
  - 2月6日 - みのもんたの朝ズバッ!（TBS）[186]
  - 7月22日 - 5時に夢中!（TOKYO MX）
- 1000回
  - 2月19日 - ひるおび!（TBS）[187]
  - 3月6日 - BSフジLIVE プライムニュース（BSフジ）
  - 5月24日 - アイドリング!!!（フジテレビONE スポーツ・バラエティ）
  - 10月18日 - 世界の街道をゆく（テレビ朝日）

### レギュラー番組
- 6000回 - くいしん坊!万才（4月22日、フジテレビ）
- 2300回 - 比叡の光（5月12日、KBS京都）
- 2200回 - サザエさん（3月31日、フジテレビ）
- 1900回 - パネルクイズ アタック25（6月2日、朝日放送）
- 1500回
  - 2月4日 - チバテレビカラオケ大賞21（千葉テレビ放送）[188]
  - 8月17日 - THE フィッシング（テレビ大阪）
  - 11月15日 - タモリ倶楽部（テレビ朝日）
- 1400回 - カーグラフィックTV（10月9日、BS朝日）
- 1300回
  - 8月24日 - さんまのまんま（関西テレビ）
  - 12月14日 - 日立 世界・ふしぎ発見!（TBS）
- 1200回 - 所さんの目がテン!（10月27日、日本テレビ）
- 1000回
  - 6月23日 - VOICE21（山陽放送）
  - 8月12日 - ビートたけしのTVタックル（テレビ朝日）
  - 8月19日 - しまじろうシリーズ（テレビせとうち）[注 39]
  - 11月9日 - COUNT DOWN TV（TBS）
  - 11月12日 - 開運!なんでも鑑定団（テレビ東京）
  - 12月22日 - 大阪ほんわかテレビ（読売テレビ）
  - 12月28日 - たかじん胸いっぱい（関西テレビ）
- 900回
  - 3月2日 - チューボーですよ!（TBS）[189][注 40]
  - 3月9日 - 出没!アド街ック天国（テレビ東京）
  - 11月30日 - 王様のブランチ（TBS）
- 800回
  - 5月17日 - クレヨンしんちゃん（テレビ朝日）[注 41]
  - 11月7日 - ダウンタウンDX（読売テレビ）
- 700回
  - 6月15日 - 名探偵コナン（読売テレビ）
  - 7月26日 - 『ぷっ』すま（テレビ朝日）
- 600回
  - 3月8日 - 流派-R（テレビ東京）
  - 11月15日 - 北海道クローズアップ（NHK総合・札幌）
- 500回
  - 3月31日 - 真相報道 バンキシャ!（日本テレビ）
  - 5月11日 - SmaSTATION!!（テレビ朝日）
  - 6月6日 - 雨上がり決死隊のトーク番組アメトーーク!（テレビ朝日）
  - 8月10日 - もしもツアーズ（フジテレビ）
  - 10月26日 - 食彩の王国（テレビ朝日）
  - 11月6日 - 週刊バイクTV（千葉テレビ放送）
  - 11月17日 - たかじんのそこまで言って委員会（読売テレビ）
  - 12月8日 - 浅草お茶の間寄席（千葉テレビ放送）
- 400回
  - 5月1日 - 水曜ミステリー9（テレビ東京）[注 42]
  - 7月1日 - 鶴瓶の家族に乾杯（NHK総合）
  - 9月15日 - ソロモン流（テレビ東京）
- 300回
  - 1月13日 - ダーウィンが来た! 〜生きもの新伝説〜（NHK総合）
  - 4月13日 - ゴッドタン（テレビ東京）
  - 4月17日 - 関ジャニ∞のジャニ勉（関西テレビ）
  - 8月3日 - 日曜レース展望KEIBAコンシェルジュ（グリーンチャンネル）
  - 8月24日 - さまぁ〜ず×さまぁ〜ず（テレビ朝日）
  - 11月23日 - ゴリ夢中（中京テレビ）

### 不定期・特別番組
- 90回 - 欽ちゃん&香取慎吾の全日本仮装大賞（4月29日、日本テレビ）[注 43]
- 10回 - 芸能人格付けチェック[注 44]（1月1日、朝日放送）

## 視聴率
数字・視聴率はビデオリサーチ関東地区調べ。その他地域別の視聴率はその他テレビに関する話題に。

### ニュース・報道番組
| 順位 | 視聴率 | 放送日                | 番組名                          | 放送局     |
| ---- | ------ | --------------------- | ------------------------------- | ---------- |
| 1    | 33.0%  | 3月8日 21:54-翌0:15   | 報道ステーション                | テレビ朝日 |
| 2    | 30.7%  | 11月10日 7:39-7:55    | ニュース（地震関連）            | NHK総合    |
| 3    | 30.0%  | 11月16日 20:45-21:00  | ニュース・気象情報              | NHK総合    |
| 4    | 27.3%  | 9月16日 12:00-12:45   | ニュース（台風18号関連）        | NHK総合    |
| 5    | 25.4%  | 12月31日 23:45-翌0:15 | ゆく年くる年                    | NHK総合    |
| 6    | 24.3%  | 9月16日 11:00-11:54   | ニュース（台風18号関連）        | NHK総合    |
| 7    | 24.0%  | 10月16日 7:45-8:00    | NHKニュースおはよう日本・首都圏 | NHK総合    |
| 8    | 23.1%  | 10月16日 6:30-7:00    | NHKニュースおはよう日本・平日版 | NHK総合    |
| 8    | 23.1%  | 10月16日 7:00-7:45    | NHKニュースおはよう日本・平日版 | NHK総合    |
| 10   | 22.7%  | 9月16日 7:00-8:00     | NHKニュースおはよう日本・平日版 | NHK総合    |
| 11   | 22.5%  | 9月16日 8:15-9:00     | ニュース（台風18号関連）        | NHK総合    |
| 12   | 22.4%  | 12月31日 19:00-19:15  | NHKニュース7                    | NHK総合    |
| 13   | 22.2%  | 9月16日 10:00-11:00   | ニュース（台風18号関連）        | NHK総合    |
| 14   | 21.5%  | 9月16日 9:00-10:00    | ニュース（台風18号関連）        | NHK総合    |

### スポーツ
| 順位 | 視聴率 | 放送日               | 番組名                                                                                                  | 放送局     |
| ---- | ------ | -------------------- | --- | ---------- |
| 1    | 38.6%  | 6月4日 19:30-21:37   | テレビ朝日開局55周年記念特別番組 2014FIFAワールドカップブラジル・アジア地区最終予選 日本×オーストラリア | テレビ朝日 |
| 2    | 34.4%  | 3月10日 19:34-22:04  | 2013 ワールド・ベースボール・クラシック 2次ラウンド 日本×オランダ                                       | TBS        |
| 3    | 30.4%  | 3月12日 19:53-22:48  | 2013 ワールド・ベースボール・クラシック 2次ラウンド最終戦 日本×オランダ                                 | TBS        |
| 4    | 30.0%  | 12月23日 20:12-21:45 | ソチ五輪日本代表最終選考会全日本フィギュアスケート選手権2013女子フリー                                  | フジテレビ |
| 5    | 29.1%  | 1月2日 7:50-14:05    | 新春スポーツスペシャル 第89回東京箱根間往復大学駅伝競走・往路                                           | 日本テレビ |
| 6    | 28.4%  | 11月2日 18:40-21:56  | 2013プロ野球日本シリーズ 巨人×楽天・第6戦                                                               | TBS        |
| 7    | 27.9%  | 1月3日 7:50-14:18    | 新春スポーツスペシャル 第89回東京箱根間往復大学駅伝競走・復路                                           | 日本テレビ |
| 8    | 27.8%  | 11月3日 18:30-22:14  | 2013プロ野球日本シリーズ 巨人×楽天・第7戦                                                               | テレビ朝日 |
| 9    | 26.5%  | 3月8日 19:08-21:54   | テレビ朝日開局55周年記念特別番組 2013 ワールド・ベースボール・クラシック 日本×チャイニーズタイペイ      | テレビ朝日 |
| 10   | 25.4%  | 3月2日 19:00-22:39   | テレビ朝日開局55周年記念特別番組 2013 ワールド・ベースボール・クラシック 日本×ブラジル                  | テレビ朝日 |
| 11   | 25.0%  | 3月26日 22:56-翌1:00 | テレビ朝日開局55周年記念特別番組 2014FIFAワールドカップブラジル・アジア地区最終予選 ヨルダン×日本       | テレビ朝日 |
| 12   | 23.6%  | 10月31日 18:05-22:19 | 2013プロ野球日本シリーズ 巨人×楽天・第5戦                                                               | 日本テレビ |
| 13   | 23.2%  | 3月3日 19:00-22:14   | テレビ朝日開局55周年記念特別番組 2013 ワールド・ベースボール・クラシック 日本×中国                      | テレビ朝日 |
| 14   | 23.1%  | 8月17日 20:30-22:40  | 世界陸上モスクワ・8日目                                                                                 | TBS        |
| 14   | 23.1%  | 12月7日 19:26-21:15  | 開局55周年記念フィギュアスケート・グランプリファイナル・世界一決定戦2013 女子フリー                     | テレビ朝日 |
| 16   | 23.0%  | 12月22日 21:01-22:49 | ソチ五輪日本代表最終選考会全日本フィギュアスケート選手権2013 男子フリー                                 | フジテレビ |
| 17   | 22.8%  | 12月22日 19:30-21:01 | ソチ五輪日本代表最終選考会全日本フィギュアスケート選手権2013 女子ショート                               | フジテレビ |
| 18   | 22.5%  | 10月26日 18:30-22:04 | 2013プロ野球日本シリーズ 楽天×巨人・第1戦                                                               | テレビ朝日 |
| 19   | 22.3%  | 3月6日 19:44-22:49   | 2013 ワールド・ベースボール・クラシック 1次ラウンド 日本×キューバ                                       | TBS        |
| 20   | 21.9%  | 11月16日 21:00-23:16 | サッカー国際強化試合・日本×オランダ                                                                     | テレビ朝日 |
| 21   | 21.0%  | 12月6日 20:14-21:54  | 開局55周年記念フィギュアスケート・グランプリファイナル・世界一決定戦2013 男子フリー                     | テレビ朝日 |
| 22   | 20.8%  | 11月9日 20:15-21:02  | 2013NHK杯フィギュア 女子シングル・フリー                                                                | NHK        |
| 23   | 20.3%  | 3月18日 10:58-13:44  | 2013 ワールド・ベースボール・クラシック 準決勝 日本×プエルトリコ                                        | TBS        |
| 23   | 20.3%  | 5月30日 19:20-21:24  | キリンチャレンジカップ2013 日本×ブルガリア                                                              | 日本テレビ |
| 23   | 20.3%  | 10月27日 18:30-21:58 | 2013プロ野球日本シリーズ 楽天×巨人・第2戦                                                               | テレビ朝日 |
| 23   | 20.3%  | 10月30日 18:05-22:44 | 2013プロ野球日本シリーズ 楽天×巨人・第4戦                                                               | 日本テレビ |

### ドラマ・映画
| 順位 | 視聴率 | 放送日               | 番組名                                                           | 放送局     |
| ---- | ------ | -------------------- | ---------------------------------------------------------------- | ---------- |
| 1    | 42.2%  | 9月22日 21:00-22:19  | 日曜劇場 半沢直樹・第2部最終回 #10                               | TBS        |
| 2    | 27.3%  | 10月16日 8:00-8:15   | 連続テレビ小説 ごちそうさん #3-3(15)                             | NHK総合    |
| 3    | 27.0%  | 9月16日 8:00-8:15    | 連続テレビ小説 あまちゃん・第2部 #25-1(145)                      | NHK総合    |
| 4    | 26.9%  | 12月19日 21:00-22:24 | 木曜ドラマ ドクターX〜外科医・大門未知子〜・第2シリーズ最終回 #9 | テレビ朝日 |
| 5    | 23.4%  | 8月24日 21:00-23:12  | 24時間テレビドラマスペシャル 今日の日はさようなら                | 日本テレビ |
| 6    | 22.6%  | 4月15日 21:00-22:24  | ガリレオ #1                                                      | フジテレビ |
| 7    | 21.7%  | 9月5日 21:00-22:09   | 木曜ドラマ DOCTORS2〜最強の名医〜・最終回 #9                     | テレビ朝日 |
| 8    | 21.4%  | 1月6日 20:00-21:15   | 大河ドラマ 八重の桜 #1                                           | NHK総合    |
| 9    | 21.2%  | 10月9日 22:00-23:24  | リーガルハイ・第2シリーズ #1                                     | フジテレビ |
| 10   | 20.7%  | 3月20日 20:00-22:09  | 相棒 Eleven・最終回スペシャル #19                                | テレビ朝日 |
| 11   | 20.3%  | 3月17日 21:00-22:24  | 日曜劇場 とんび・最終回 #10                                      | TBS        |
| 12   | 20.2%  | 3月30日 8:00-8:15    | 連続テレビ小説 純と愛・最終回 #26-6(156)                         | NHK総合    |

### バラエティ・歌番組
| 順位 | 視聴率 | 放送日               | 番組名                                                             | 放送局     |
| ---- | ------ | -------------------- | ------------------------------------------------------------------ | ---------- |
| 1    | 44.5%  | 12月31日 21:00-23:45 | 第64回NHK紅白歌合戦・後半                                          | NHK総合    |
| 2    | 36.9%  | 12月31日 19:15-20:55 | 第64回NHK紅白歌合戦・前半                                          | NHK総合    |
| 3    | 30.5%  | 8月25日 19:00-20:54  | 24時間テレビ36愛は地球を救うPART10                                 | 日本テレビ |
| 4    | 27.5%  | 8月25日 21:00-21:54  | 行列のできる法律相談所                                             | 日本テレビ |
| 5    | 25.4%  | 8月25日 17:23-19:00  | 24時間テレビ36愛は地球を救うPART9                                  | 日本テレビ |
| 6    | 22.3%  | 1月10日 19:00-20:54  | ぐるナイ新風ゴチ!!・えっ!?アノ役者さんが新メンバー登場SP           | 日本テレビ |
| 7    | 21.6%  | 10月20日 17:30-18:00 | 笑点                                                               | 日本テレビ |
| 8    | 21.1%  | 8月25日 16:59-17:23  | 24時間テレビ36愛は地球を救うPART8                                  | 日本テレビ |
| 9    | 20.9%  | 4月20日 19:00-20:54  | めちゃ×2イケてるッ!矢部が結婚しちゃったから今週もスペシャル・第2部 | フジテレビ |
| 10   | 20.8%  | 11月10日 19:00-20:54 | 日本テレビ開局60年特別番組世界の果てまでイッテQ!マナスル登頂SP     | 日本テレビ |
| 11   | 20.4%  | 3月27日 21:43-23:24  | ザ!世界仰天ニュース奇跡の復活!大変身ビューティ祭り・第2部          | 日本テレビ |
| 12   | 20.3%  | 6月8日 19:00-21:15   | 土曜プレミアム・特別企画AKB48第5回選抜総選挙生放送SP・第1部        | フジテレビ |
| 13   | 20.0%  | 4月8日 20:50-23:13   | SMAP×SMAPはじめてのSMAP5人旅スペシャル!!                           | フジテレビ |

### アニメ
2013年は20%を超えた番組はなかった。最高はサザエさん（12月15日放送回）の19.9%。

## 報道・情報番組

### 終了番組

#### 1 - 2月
- 26日 - 蛤御門市場（KBS京都）
- 2月1日 - 朝だ!タメ男（関西テレビ）
- 2月8日 - 情報LIVE ただイマ!（NHK総合）

#### 3月
- 3日 - 堂々たる政治、凛とした日本（BS11）
- 10日 - 田中康夫のにっぽんサイコー!（BS11）
- 15日
  - プリプリ（毎日放送）
  - DRESS（毎日放送）
  - DRESS+（毎日放送）
- 16日
  - ぷれサタ!（東海テレビ）
  - Generation H（NHK総合 / 北海道ローカル）
- 17日 - 石川和男の霞が関ツイート（BS11）
- 18日 - 地球テレビ エル・ムンド（NHK BS1）
- 21日
  - こんにちはいっと6けん（NHK総合 / 関東ローカル）
  - お元気ですか日本列島（NHK総合）[51]
- 22日
  - にっぽんのミンイ（フジテレビ）
  - 金曜G7（岡山放送）
  - TKUスーパーニュースぴゅあピュア（テレビ熊本）[204]
- 23日
  - 東京カワイイ★TV（NHK総合）
  - ラブぽけ（北日本放送）
  - BSフジLIVE ソーシャルTV ザ・コンパス（BSフジ）
- 24日 - ジュピターの英雄（BS11）
- 25日
  - ごごネタ!スマートライフTV（中部日本放送）
  - アニソンぷらす（テレビ東京）
  - 小倉・住吉のおスミつき!（BS朝日）
- 28日
  - TOKYO BRANDNEW GIRLS（テレビ東京）
  - きょうのアナ。f（東海テレビ）
  - やのぱんの生活情報部（KBS京都）
  - ブシロードTCG情報局（TOKYO MX、BS11）
- 29日
  - Bizプラス（NHK総合）[51]
  - NEWS WEB 24（NHK総合）[51]
  - アナどきっ!（日本テレビ）
  - 買っトク!&TBSニュース（TBS）
  - NEWS23クロス（TBS）[63]
  - 知りたがり!（フジテレビ）[205]
  - Mプラス Express（テレビ東京）
  - チェックタイム(TOKYO MX)
  - ニジドキ!（青森朝日放送）
  - tvkニュース930（テレビ神奈川）
  - 消費生活バラエティ 金曜パラダイス（新潟放送）
  - 花咲け!マジカルチュウキョ〜くん（中京テレビ）月 - 木曜放送終了
  - しあわせ!シェフごはん（中部日本放送）
  - 山浦ひさしのトコトン!1スタ（テレビ愛知）
  - 欲バリ市場（毎日放送）
  - ニュースBIZ（テレビ大阪）
  - 金曜五時。（KBS京都）
  - 視聴者参加型情報ライブ タマリバ（テレビ西日本）
  - ほっと@アジア(NHK BS1)
  - NIKKEI×BS LIVE 7PM（BSジャパン）
- 30日
  - 生田くん、ハイ!（フジテレビ）
  - ペット百科（フジテレビ）
  - 遊びなDJサタデー（テレビ北海道）
  - とうほく元気です!TV（東日本放送ほか）
  - ずばり!横濱（テレビ神奈川）
  - きょうのアナ。（東海テレビ）
  - 気ままにLB（九州朝日放送）
  - はっとり商店（RKB毎日放送）
  - まめサタ（テレビ静岡）
  - ごきげん ボニートっ!（高知放送）
  - ニッポンの大疑問（BS日テレ）
  - 世界探訪!空港物語 WONDER AIRPORT やしま・ミチコの空辞苑（BS日テレ）
  - セレブ通信 現地発信の海外セレブ情報（BS日テレ）
  - NEWS21 サタデースコープ(BS-TBS)
  - WBS Weekend（BSジャパン）
  - 世界は今-JETRO Global Eye(BS11)
- 31日
  - ヒットの泉〜ニッポンの夢ヂカラ!〜（朝日放送）
  - たべコレ（テレビ東京）
  - アシタスイッチ〜MY TIME TO SHINE〜（中部日本放送）
  - 松沢しげふみの日本の標(TOKYO MX)
  - ごはんの学校（東海テレビ）
  - PS（中京テレビ）
  - St@ge（関西テレビ）
  - D!アンビシャス（札幌テレビ放送）
  - がん最前線 キャンサーボードTV SEASONIII（BS朝日）
  - サキドリ!(BS-TBS)
  - NEWS21 サンデースコープ経済版(BS-TBS)
  - Leader & Innovation 賢者の選択(BS11)

#### 4 - 6月
- 14日 - もえ×こん（テレビ東京）
- 6月30日 - くらしのサプリ!集合!○○三姉妹〜Girls'Adventure〜（BS朝日）

#### 9 - 12月
- 14日 - トコトン!サタデー（テレビ愛知）
- 18日 - いい旅・夢気分（テレビ東京）
- 21日 - 見知らぬ関西新発見!みしらん（朝日放送）
- 23日
  - 海外行くならこーでね〜と!（テレビ東京）
  - 飛騨國テレビ（岐阜放送）
- 27日
  - やじうまテレビ!（テレビ朝日）
  - ひるカフェ（サンテレビ）
- 28日
  - あさナビ（テレビ朝日）
  - ぶらり温泉 健美の旅（BS-TBS）
  - 未来ビジョン 元気出せ!ニッポン!（BS11）
- 29日
  - 財部ビジネス研究所（BS日テレ）
  - movie@home〜棚を彩る映画たち〜（BSフジ）
- 11月1日 - みのもんたの朝ズバッ!（TBS）
- 11月2日 - みのもんたのサタデーずばッと（TBS）
- 12月19日 - イブニングプレス donna（日本テレビ）

### 開始番組

#### 1 - 3月
- 7日 - Knock（日本テレビ）
- 11日 - 週末めとろポリシャン♪（TOKYO MX）[206]
- 13日 - ソーシャルトリップ（テレビ東京）[207]
- 14日 - エブリのまち（岡山放送）※改題・枠移動
- 2月4日 - すてき彩事記（関西テレビ）
- 3月14日 - ライフデザイン ラボ（TwellV）[208]

#### 4月
- 1日
  - NEWS WEB（NHK総合）[51]※改題・枠移動
  - コレ 買いダネ!!&TBSニュース（TBS）※改題
  - L4 YOU!プラス（テレビ東京）
  - アニメDON!（テレビ東京）[209]
  - TOKYO MX NEWS（朝刊版・昼版）(TOKYO MX)[210]
  - ハーフタイム(TOKYO MX)
  - コレキメ（毎日放送）
  - 夕刊7チャンネル（テレビ大阪）
  - newsフェイス（KBS京都）
  - スイッチ!（東海テレビ）
  - ゴゴスマ -GO GO!Smile!-（中部日本放送）[64]
  - ててて!TV（山梨放送）
  - 英太郎のかたらんね（テレビ熊本）
  - BS吉テレ（BS日テレ）[211]
  - 直前ライブ!日経あさ株（BSジャパン）
  - BSニュース 日経プラス10（BSジャパン）[72]
- 3日 - ひるまえ ほっと（NHK総合 / 関東ローカル）[51]
- 4日 - 情報まるごと（NHK総合）[51]
- 5日
  - ゆうどきネットワーク 関西発（NHK大阪放送局 / NHK総合）[77]
  - インテリア日和（テレビ東京）[212]
  - 週刊とれたてトレンド（福井テレビ）
- 6日
  - AMAZING BANG FRONT（テレビ朝日）
  - ものスタサタデー（テレビ東京）
  - まりえのMOVIE!GO!（関西テレビ）
  - ピーチケ+（関西テレビ）※改題
  - 中川翔子のマニア★まにある（BS日テレ）[211]
- 7日
  - わたし流デジタルライフ（NHK総合）
  - ものスタサンデー（テレビ東京）
  - PS三世（中京テレビ）改題・リニューアル
  - Asia This Week(NHK BS1)[50]
  - Biz+サンデー(NHK BS1)[50]
  - 週刊BS-TBS報道部(BS-TBS)[213]
  - 教えて!ドクター 家族の健康（BSジャパン）
  - ウィークリーニュースONZE（BS11）[214]
  - 賢者の選択 Leaders（TwellV）※改題・放送局移籍
- 9日 - さぁ!はじめましょ（テレビ東京）[215]
- 12日
  - 夢みる金バク!（岡山放送）
  - 絶品!シアワセなる食卓(BS-TBS)
- 14日 - エル・ムンド（NHK BS1）改題[50]
- 16日 - SHELiCoの夜活〜こんがりネェさんの大人買い〜（フジテレビ）[216]
- 20日
  - YOU MAY DREAM（テレビ朝日）
  - マイク Family Show（TBS）
  - TOKYO BRANDNEW DAYS（BSジャパン）
- 27日
  - ASIA SHOPPING KING（フジテレビ）[217]
  - ニュースの焦点（BS-TBS）

#### 5 - 7月
- 5月5日 - きづなの交通安全ナビ（BS-TBS）[218]
- 6月2日 - Ride ON!（とちぎテレビ）[219]
- 7月8日 - 大阪発しゃべるランチタイム なにしよ!?（テレビ大阪）[220]

#### 9 - 11月
- 9月30日
  - グッド!モーニング（テレビ朝日）
  - 深層NEWS（BS日テレ）[221]
  - 情報ワイド てっぺん静岡（テレビ静岡）[222]
- 10月3日 - 世界に挑む Global Professionals（BSジャパン）
- 10月5日 - みんなの疑問 ニュースなぜ太郎（テレビ朝日）[223]
- 10月7日 - 今日ドキッ!（北海道放送）改題・リニューアル
- 10月9日 - にっぽん!いい旅（テレビ東京）改題・リニューアル
- 10月12日
  - 世界HOTジャーナル（フジテレビ）
  - いま日本は（BS朝日）
- 10月16日 - カリスmama〜ママたちの美力選手権〜（BSプレミアム）
- 10月26日 - 八千代コースター（新潟総合テレビ）
- 11月4日 - 朝ズバッ!（TBS）改題・リニューアル
- 11月9日 - サタデーずばッと（TBS）改題・リニューアル

### 期間限定番組
- 1月6日 - 3月31日、ヒットの秘密BIZ（テレビ東京）
- 1月13日 - 3月31日、Well 〜天気&健康リサーチ〜（TBS）[224]
- 3月14日 - 3月17日、おでかけ、いこか（毎日放送）
- 3月21日 - 3月31日、暮らしのEこと（毎日放送）
- 4月1日 - 9月23日、ニッポンの大疑問α（BS日テレ）※改題・枠移動[211]
- 4月1日 - 9月27日
  - アゲるテレビ（フジテレビ）[67][225]
  - タマリバ（テレビ西日本）
  - 午後のニュースルーム（BS朝日・テレ朝チャンネル2 ニュース・スポーツ）
- 4月2日[226] - 9月24日、L.A. Trend Report（BS日テレ）
- 4月5日 - 2014年3月予定、ゴーちゃん。GIRL'S TV（テレビ朝日）[注 57][227]
- 4月6日 -、7daysチャレンジTV 未来に届けたい絵本〜一緒に、未来貢献。〜（日本テレビ）[106]
- 4月6日 - 9月28日
  - おでかけ日和（フジテレビ）[67]
  - 東京スカイツリーからTOKYO MXサタデーLIVE 東京新発見!（TOKYO MX）[210][228]
  - キンゴジ（KBS京都）
  - That's子育テイメントTV!（BS日テレ）[211]
- 4月7日 - 9月28日、いのちを語る（BS朝日）
- 9月1日 - ひよコレ!（北海道テレビ）[229]
- 10月5日 - Do!ろーかる（テレビ北海道）[230]

### 再開番組
- 4月1日
  - NEWS23（TBS）再改題[63]
  - TOKYO MX NEWS（TOKYO MX）20時台再開[210]
- 4月5日 - 9月27日、遊びなDJ（テレビ北海道）第2期
- 4月6日 - 9月28日、ラッキー!!（中京テレビ）第2期
- 4月9日 - ビジネス・クリック（TBS）
- 5月25日 - 路地裏探偵団がゆく!（青森朝日放送）※第3シーズン
- 7月1日 - 12月23日、美活三姉妹（BS朝日）※再改題、1・2期

## 教養・ドキュメンタリー番組

### 終了番組

#### 1月
- 4日 - 古代文明ミステリー たけしの新・世界七不思議（テレビ東京）

#### 3月
- 4日 - ファミリーヒストリー（NHK総合）
- 14日
  - 地球イチバン（NHK総合）
  - 花影忍法帳コミ☆トレ（NHK大阪放送局 / NHK Eテレ）
  - えいごルーキーGabby（NHK Eテレ）
- 15日
  - 伝える極意（NHK Eテレ）
  - ヨーロッパ路地裏紀行（BS朝日）
- 18日 - マテマティカ2（NHK Eテレ）
- 21日
  - ストレッチマン・ハイパー（NHK Eテレ）
  - オデッサの階段（フジテレビ）
- 22日 - 美味しさの物語 幸福の一皿（BS朝日）
- 23日
  - 空の向こうのOMOTENASHI（フジテレビ）
  - らくらく!大人倶楽部（BS日テレ）
- 24日
  - 高田純次の年金生活（BSジャパン）
  - すばらしき世界の絶景（BSフジ）
- 25日
  - 徳光和夫のトクセンお宝映像!（BS日テレ）
  - トマトラベル（フジテレビ）
- 26日
  - さかのぼり日本史（NHK Eテレ）
  - 地元の人が教える!2泊3日の旅（BS日テレ）
  - アトリエde加山（BSフジ）
- 27日
  - のりスタMax（テレビ東京）
  - 暮らしに役立つ!家電の学校（BSジャパン）
  - ラグジー・ドライブ（BSフジ）
- 28日
  - 仕事学のすすめ（NHK Eテレ）
  - 2PMのワンポイントハングル（NHK Eテレ）
  - 青春リアル（NHK Eテレ）
  - 地球★アステク（BSジャパン）
  - GRACE of JAPAN〜自然の中の神々〜（BSジャパン）
- 29日
  - つくってワクワク（NHK Eテレ）[231]
  - クッキンアイドル アイ!マイ!まいん!（NHK Eテレ）[232]
  - 大人の極上ゆるり旅（テレビ東京）
  - 体感!中国美食紀行（BS日テレ）
  - 絶品!カレーなる週末（BS-TBS）
  - 百年の町なみ（BSジャパン）
  - 小林麻耶の本に会いたい（BSジャパン）
  - ガチャピンClub（BSフジ）
- 30日
  - トラッドジャパン（NHK Eテレ）
  - つくってあそぼ（NHK Eテレ）[231]
  - ここが聞きたい!名医にQ（NHK Eテレ）
  - きれいの魔法（NHK Eテレ）
  - グラン・ジュテ 私が跳んだ日（NHK Eテレ）
  - 世界にひとつ、の家（日本テレビ）
  - おいしいSTORY（日本テレビ）
  - ニッポン創造（日本テレビ）
  - 超平凡博士★タナカ（TBS）
  - アジアの風 小さな挑戦者たち（BSジャパン）
  - 和菓子で巡る京の四季（BSフジ）
  - 辰巳琢郎のワイン番組（BSフジ）
- 31日
  - スクールライブショー（NHK Eテレ）
  - ミルク書（TBS）
  - 知っとく!なっ得!（テレビ朝日）
  - 京の菓子ごよみ（KBS京都）
  - 女子才彩（BS-TBS）
  - GO!GO!EIGO!（BSフジ）
  - ミステリアス 古代文明への旅（BS11）

#### 9 - 10月
- 9日 - 10の休日（BS日テレ）
- 14日 - ありんくりん 沖縄（BS日テレ）
- 15日 - おしりキッズ（NHK BSプレミアム）
- 24日 - にほん風景遺産（BS朝日）
- 25日
  - 日本100巡礼 思いの道 願いの道（BS日テレ）
  - 世界の名画〜美の迷宮への旅〜（BS朝日）
  - ライバルたちの光芒（BS-TBS）
  - 名作を旅してみれば（BSフジ）
- 26日
  - 宇宙ニュース（テレビ東京）
  - Hello!フォト☆ラバーズ 〜ミル・トル・アルク〜（BS朝日）
- 27日 - パリで逢いましょう（BS日テレ）
- 28日
  - 大人の山歩き-自分に出会える百名山-（テレビ朝日）
  - 釣り・ロマンを求めて（テレビ東京）[233]
- 29日
  - 檀れい 名匠の里紀行〜手わざ恋々和美巡り〜（BS日テレ）
  - ムツゴロウのゆかいな動物図鑑（BSフジ）
- 30日 - それがしりたい 〜ニッポンおもしろいネ〜（BS-TBS）
- 10月4日 - とことん紀行（BS11）
- 10月30日 - 風の見た自然たち（BSフジ）

### 開始番組

#### 1 - 3月
- 1月1日 - まるごと知りたい!AtoZ（NHK BSプレミアム）[50]
- 1月10日 - Asian Muse〜世界を魅了する日本の美神たち〜（フジテレビ）
- 2月2日 - クロスメイト〜もしも初めて会った同級生がドライブしたら〜（朝日放送）[234]
- 3月7日 - わくわく☆カナダ（BSフジ）[235]

#### 4月
- 1日
  - 地方発 ドキュメンタリー（NHK総合）[50]
  - すすめ!キッチン戦隊クックルン（NHK Eテレ）[50][232]
  - あしたをつかめ〜しごともくらしも〜（NHK Eテレ）[50]
  - 国分太一のおさんぽジャパン（フジテレビ）[236]
  - みぶりてれび（テレビ神奈川）[237]
  - ヨーロッパ水風景（BSジャパン / テレビ東京）
- 2日
  - 応援ドキュメント 明日はどっちだ（NHK総合）[50][238]
  - 先人たちの底力 知恵泉（NHK Eテレ）[50]
  - なかのひと。（北海道放送）[239]
  - 昭和は輝いていた（BSジャパン）[240]
  - みんなのまち（BSジャパン）
  - ふらり旅 いい酒いい肴(BS11)
- 3日
  - ノージーのひらめき工房（NHK Eテレ）[50][231]
  - TOMORROW(NHK BS1)
  - ぐるっと食の旅 キッチンがゆく（NHK BSプレミアム）[50]
  - のりスタNEO（テレビ東京）改題
- 4日
  - ストレッチマンⅤ（NHK Eテレ）改題[50]
  - 実践!にっぽん百名山（NHK BS1）
  - めざせ!グルメスター（NHK BSプレミアム）[50]
  - 杉本彩の本命レシピ（TOKYO MX）
  - Kowa presents 世界発!コロンブスの台所（BS日テレ）[211]
  - 日経スペシャル 私の履歴書（BSジャパン）
  - 辰巳琢郎の葡萄酒浪漫（BSジャパン）[241]
- 5日
  - Eダンスアカデミー（NHK Eテレ）[50]
  - 白熱教室海外版（NHK Eテレ）[50]
  - イチオシ!2泊3日の旅（BS日テレ）※改題[211][242]
  - ネイチャードキュメント ボクらの地球（BS朝日）
- 6日
  - おとうさんといっしょ ミニ～レオレオれーるうえい～（NHK Eテレ）
  - チョイス@病気になったとき（NHK Eテレ）[50]
  - SWITCHインタビュー 達人達（NHK Eテレ）[50]
  - ふくしまてくてく（フジテレビ）
  - ビジネスフラッシュ（千葉テレビ放送） ※改題
  - 咲くシーズ（BSジャパン）[243]
- 7日
  - 福島をずっと見ているTV（NHK Eテレ）※『青春リアル』の特別企画から独立、継続
  - おとうさんといっしょ（NHK BSプレミアム）[50][244]
  - ウェディングシアター（TBS）[245]
  - きっかけの翼〜空がつなげた日本の想い〜（フジテレビ）
  - 神社百景〜GRACE of JAPAN〜（BSジャパン）改題
- 8日
  - さんすう刑事ゼロ（NHK Eテレ）[50]
  - お伝と伝じろう（NHK Eテレ）[50]
- 9日
  - 考えるカラス〜科学の考え方〜（NHK Eテレ）[50]
  - 湯のまち放浪記(BS-TBS)
- 10日 - 学ぼうBOSAI（NHK Eテレ）[50]
- 12日
  - 銀河銭湯パンタくん（NHK Eテレ）[50]
  - いじめをノックアウト（NHK Eテレ）[50]
- 13日
  - 桂雀々の大判小判がじゃくじゃく〜BS12お宝噺〜（TwellV）
  - 暮らしの学校〜もっと知りたい!住まいと家電〜（BSジャパン）
  - 大杉漣の漣ぽっ!（BSフジ）
- 14日
  - 日本!食紀行（民間放送教育協会 / テレビ朝日）
  - 137億年の物語（テレビ東京）[246]
- 27日 - エデュカチオ!（NHK Eテレ）レギュラー化[50]
- 29日 - テレビ未来遺産（TBS）※月1回[101][102]

#### 5月
- 1日 - 岩合光昭の世界ネコ歩き（NHK BSプレミアム）※月1回レギュラー化[247]
- BBC EARTH 2013（WOWOWプライム）[248]
- 11日
  - 地球の仲間たち（BSジャパン）
  - 一滴の向こう側（BSフジ）
- 18日 - ワンダーアース トラベラー（BS-TBS）

#### 7 - 11月
- 7月3日 - 京の響（BSジャパン）
- 8月21日 - グッドマザーズ 母から生まれたすべての人へ（BSジャパン）
- 10月1日
  - わが心の聖地〜思いの道 願いの道〜（BS日テレ）
  - にほん風景物語（BS朝日）
- 10月2日
  - 昭和偉人伝（BS朝日）
  - 町田忍の昭和レトロ紀行（BSフジ）
- 10月3日
  - ニッポン絶景街道〜女流写真家が写す絶世の1枚〜（BS朝日）
  - 釣り百景（BS-TBS）[233]
  - 巨匠たちの輝き〜歴史を創った芸術家たち〜（BS-TBS）
  - Wのチカラ ウーマノミクス（BSジャパン）
- 10月5日
  - Crossroad（テレビ東京）
  - ザ・インタビュー〜トップランナーの肖像〜（BS朝日）
- 10月6日 - ワラッチャオ!（NHK BSプレミアム）レギュラー化
- 10月7日 - テレビ日経おとなのOFF（BSジャパン）
- 10月12日 - 五木寛之「風のCafe」（BSフジ）
- 11月2日 - 日経みんなの経済教室（BSジャパン）

### 期間限定番組
- 1月4日 - 10月27日、お伊勢さん（三重テレビ）
- 1月6日 - 6月30日、太田和彦の日本百名居酒屋（BS日テレ）[249]
- 1月7日 - 3月25日、J's Journey 滝沢秀明 南米縦断 4800km（日本テレビ）
- 1月12日 - 3月30日、鉄道伝説（BSフジ）
- 2月9日 - 3月30日、料理昔ばなし 〜再現!江戸時代のレシピ〜（時代劇専門チャンネル）
- 2月10日 - 3月3日（全4回）、たべものがたり 彼女のこんだて帖（NHK BSプレミアム）[250]
- 3月1日 - 29日、もっと、まちになる（北海道文化放送）
- 3月2日 - 30日（全5回）、「生きる」の入り口（BS朝日）
- 3月3日、7月2日 - 10月1日（全15回）、宮根のどないアングル 〜どうでもいい!?究極の三択〜（関西テレビ）[251]
- 3月5日 - 4月23日、GIRL'S UP!（北海道文化放送）[252]
- 4月1日 - 6月17日、J'J A.B.C-Z オーストラリア縦断 資金0円ワーホリの旅（日本テレビ）[253]
- 4月1日 - 7月28日、にっぽん縦断 こころ旅〜2013春の旅〜（NHK BSプレミアム）
- 4月1日 - 9月23日
  - ヨーロッパ食堂〜美味探求!素晴らしき食の世界〜（BS朝日）
  - 千の川物語〜にっぽん美しき水風景（BSジャパン）[254]
- 4月3日 - 9月18日 Car散歩〜車で巡るちょっと贅沢な休日旅〜（BSフジ）[255]
- 4月4日 - 9月26日、ミュージック・ポートレイト（NHK Eテレ）
- 4月22日 - 4月26日、おしゃれHOLIC（北海道文化放送）[252]
- 5月9日 - 10月3日、島耕作のアジア立志伝(NHK BS1)月1レギュラー化[50][256]
- 6月1日 - 2014年3月29日、THE世界遺産 4K Premium Edition（BS-TBS）[257]
- 6月3日 - 8月26日、GREEN LIFE/BLUE DAY（北海道文化放送）[258]
- 7月2日 - 30日（全3回）、アクロス ザ ボーダー（NHK総合）
- 7月2日 - 9月10日、登別の丘（テレビ北海道）
- 9月23日 - 2014年2月3日、にっぽん縦断 こころ旅〜2013秋の旅〜（NHK BSプレミアム）
- 10月5日 - オーヴォからの招待状(フジテレビ)
- 10月6日 - 10月20日 / 11月3日 - 11月17日 / 12月1日 - 12月22日、医の一番!〜札幌医科大学の挑戦〜[259]（北海道放送）
- 10月6日 - 12月29日、ニッポン未来会議（BS-TBS）
- 11月30日 - 12月21日（全4回）、Eatrip 晩秋の十勝（北海道放送）[260]

### 再開番組
- 4月1日 - プロフェッショナル 仕事の流儀（NHK総合）
- 4月4日 - 9月26日、仕事ハッケン伝（NHK総合）第3シーズン
- 4月5日 - ドキュメント72時間（NHK総合）[50]
- 4月6日 - 7月27日、タイムスクープハンター（NHK総合）第5シーズン
- 4月22日 - 7月15日、巡・韓国2（BSフジ）第2シリーズ[261]
- 5月9日 - 6月20日・8月15日 - 10月31日、路面電車で行く 世界各街停車の旅（BSフジ）
- 7月14日 - 9月29日・11月25日、鉄道伝説（BSフジ）第2シーズン[262]
- 10月3日 -、地球イチバン（NHK総合）第3シリーズ
- 10月4日 - 12月13日（全8回予定）、ファミリーヒストリー（NHK総合）
- 10月4日 -、世界の名画〜素晴らしき美術紀行〜（BS朝日）

## スポーツ番組

### 終了番組

#### 3 - 9月
3月
- 16日 - ベストスコアへの道!板東英二のゴルフ塾（関西テレビ）[12]
- 19日 - スポーツドキュメント 英雄たちの決断(BS-TBS)
- 21日 - NO MATTER BOARD（北海道テレビ）第19シーズン終了
- 23日 - pluspo（東海テレビ）
- 24日 - 走る男女子部（KBS京都、他）
- 25日 - 新・バボChannel（フジテレビONE スポーツ・バラエティ）
- 26日 - GOLFアカデミア（テレビ東京）
- 28日
  - 馬の王子様SeasonII（フジテレビ）
  - Fのキセキ（BS日テレ）
- 29日 - スポーツのチカラ on!アスリート（北海道テレビ）
- 31日
  - ねぎ★スポ（テレビ神奈川）
  - スポーツスタジアム（中京テレビ）
  - ストライク・ガール〜ボウリング新時代〜（BS-TBS）
- 9月28日 - GOLFING WORLD（BSフジ）

### 開始番組

#### 1 - 3月
- 1月5日 - うまズキッ!（フジテレビ）[263]
- 2月2日 - COLLEGE×SPORT GREEN GENERATION（フジテレビ）※月1回レギュラー化[264]
- 3月29日 - BASEBALL CENTER（FOX・FOX bs238）
- 3月30日 - 夢・応援!女子プロ野球中継2013〜全国へ、そして世界へ〜（TOKYO MX）[210]

#### 4月
- 1日
  - 夢・応援!アストライア〜全国へ、そして世界へ〜（TOKYO MX）[210]
  - LIONS CHANNEL（テレビ埼玉）放送枠拡大（15→30分）
- 4日
  - ウマイハナシ（フジテレビ）
  - すぽこん!（読売テレビ）
- 5日 - カワスポ（毎日放送）
- 6日
  - ヒーローたちの名勝負（NHK総合）[50]
  - 岡田圭右のナイスパァゴルフ（関西テレビ）[12][265]
  - ゴルフしようよ!!宮里道場Premium（BSジャパン）
- 7日
  - スポーツスタジアム晴（中京テレビ）※改題
  - サッカープラネット（NHK BS1）[50]
  - ゴルフの女神（BSジャパン）
- 13日 - 走る男 THE FINAL（KBS京都、他）[266]
- 14日 - 為末大が読み解く!勝利へのセオリー(NHK BS1)[50]
- 16日 - EXCITING TIME（フジテレビ）※不定期[267]
- 19日 - Volleyball Channel（BSフジ）[268]
- 20日 - 増田オートサロン（BSフジ）[269]
- 26日 - スポーツ酒場 語り亭(NHK BS1)※月1回[270]

#### 10 - 11月
- 5日 - Stylish Golf in SEAGAIA（BS朝日）
- 11月4日 - ワールドスポーツ11（NHK BS1）リニューアル
- 11月8日 - 古田敦也のプロ野球ベストゲーム（NHK BS1）レギュラー化

### 期間限定番組
- 1月28日 - 3月29日、毎日樫木re カーヴィーボディ（BSフジ）
- 4月1日 - 11月1日、ワールドスポーツMLB(NHK BS1)[50]
- 4月6日 - 9月28日、サル者 フットサルマスター（BS日テレ）[211]
- 4月6日 - 12月28日、すぽらば（テレビ神奈川、テレビ埼玉、千葉テレビ）
- 11月4日 - 2014年1月18日、どさんこスピリッツ to ソチ（札幌テレビ）[271]
- 12月14日 - 2014年3月、Jリーグマッチデーハイライト〜アディショナルタイム〜（スカチャン1）[272]

### 再開番組
- 1月9日 - 4月10日、SNOW SWEET LIFE（北海道文化放送）第7シーズン
- 3月30日 - ドラHOTプラス（東海テレビ）改題し再開
- 4月1日 - パ・リーグ主義!(TOKYO MX)
- 4月6日 - 裸のアスリートⅡ（BS-TBS）
- 10月3日 - NO MATTER BOARD（北海道テレビ）第20シーズン

## バラエティ番組

### 終了番組

#### 1 - 2月
- 26日 - ネプの超法則!!(TBS)
- 2月8日
  - ガチガセ（日本テレビ）[273]
  - 男子ING（TOKYO MX）
- 2月25日 - 宝探しアドベンチャー 謎解きバトルTORE!（日本テレビ）[274]
- 2月26日 - 爆笑学園ナセバナ〜ル!（毎日放送）

#### 3月
- 1日
  - Oh!どや顔サミット（朝日放送）
  - 笑・神・降・臨（NHK総合）第5シリーズ最終回
- 3日 - 日曜ゴールデンで何やってんだテレビ（TBS）
- 5日 - スター☆ドラフト会議（日本テレビ）
- 7日 - イカさま☆タコさま（TBS）
- 10日 - 東京★上海流行通信〜楽活好正点（BS-TBS）
- 15日 - 玉ニュータウン（テレビ埼玉）
- 19日 - 白黒ジャッジバラエティ 中居正広の怪しい噂の集まる図書館（テレビ朝日）
- 20日
  - ニッポン!いじるZ(TBS)
  - ロケットライブ（フジテレビ）
- 21日 - ひみつの嵐ちゃん!（TBS）[275]
- 22日
  - ドラクロワ（NHK総合）第3シリーズ最終回
  - アイアンシェフ（フジテレビ）レギュラー放送終了[276]
  - 見逃しチャンネル（テレビ朝日）
- 23日 - よしもと100年愛 笑いの言葉（関西テレビ）
- 24日
  - 笑顔がごちそう ウチゴハン（テレビ朝日）
  - 流星★バケーション（TBS）
  - ワラッタメ天国（フジテレビ）
- 25日
  - ショナイの話（テレビ朝日）
  - 爆裂バラエティー シャバダバの空に（関西テレビ）
- 26日
  - 特報!B級ニュースSHOW（テレビ東京）
  - ハッピーエンド（TBS）
  - ちょこっとアイドル育成バラエティ スタート・スター（テレビ東京）
  - バナナ炎炎（TOKYO MX）
  - どっキング48（関西テレビ）
  - コエキタ!!（北海道放送）
  - 石田純一の街の達人（BS日テレ）
- 27日
  - ロケットライブ（フジテレビ）
  - 志村劇場（フジテレビ）
  - さすらう犬の種まき（TOKYO MX）
  - QUEEN'S PAD〜ステキな明日へのメッセージ〜（BS11）
- 28日k
  - 夜遊び三姉妹（日本テレビ）
  - 有田とマツコと男と女（TBS）
  - よるべん（TBS）
  - 大人のバナナ（テレビ朝日）
  - ハシゴマン（TOKYO MX）
  - あるあるYYテレビ（TVQ九州放送）
  - 週刊コミックTV だっしゅ(BS11)
- 29日
  - ピラメキーノ（テレビ東京）30分版終了、時間枠移動、短縮[65]
  - 元就。ひろしまテスト（中国放送）
  - 世界ウルルン滞在記リターンズ（BS-TBS）
  - 金曜ナミダメ劇場〜涙の数だけキレイになる〜（BS-TBS）
  - Premium Korea 韓流ファクトリー（BSジャパン）
  - 本番前@控室（BS11）
- 30日
  - めざせ!会社の星（NHK名古屋放送局 / NHK Eテレ）
  - 原宿ネストカフェ（TBS）
  - おはコロアップ（テレビ東京）
  - おねだりマスカットSP!（テレビ東京）[277]
  - 激論!どっちマニア（テレビ朝日）
  - ナツメ・道楽（テレビ朝日）
  - 遊びに行こっ!〜旅するTV〜ホトチャンネル（テレビ愛知）
  - アドリブアニメ研究所（BSフジ）
- 31日
  - 世界まる見え!DX特別版（日本テレビ）
  - 中井正広のブラックバラエティ（日本テレビ）
  - ドライブ A GO!GO!（テレビ東京）
  - 東京スカイツリータウン MXご自慢ライブ（TOKYO MX）
  - フェス・岩尾（TOKYO MX）
  - 日曜笑劇場 熱血!人情派コメディ しゃかりき駐在さん（朝日放送）[278]
  - 東西芸人いきなり!2人旅（朝日放送）
  - We Can☆47（BSフジ）
  - マジックチャンネル（BS11）

#### 4 - 8月
- 6日 - 漫才のDENDO（朝日放送）
- 30日 - 笑い飯・千鳥の舌舌舌舌（サンテレビ）
- 6月17日 - Numer0n（フジテレビ）[279]
- 6月30日
  - ヤンヤンJUMP（テレビ東京）
  - 元祖爆笑王の すすきの伝説 よるたま（テレビ北海道）
- 8月4日 - 日10☆演芸パレード（毎日放送）

#### 9 - 12月
- 8日 - 爆笑 大日本アカン警察（フジテレビ）[280]
- 9日 - 実録世界のミステリー（テレビ東京）
- 10日 - リンカーン（TBS）[281]
- 13日 - お金がなくても幸せライフ がんばれプアーズ!（テレビ東京）
- 23日 - たけしのコマ大数学科（フジテレビ）
- 24日
  - ペット大行進! ど〜ぶつくん（テレビ東京）レギュラー放送終了
  - 今夜もドル箱S（テレビ東京）
  - キャサリン三世（関西テレビ）
- 25日
  - パテナの神様!（毎日放送）
  - 夫婦でありがとう（BSジャパン）
- 27日
  - Shibuya Deep A（NHK総合）
  - ザ・狩人（読売テレビ）
- 28日 - バカソウル（テレビ東京）
- 29日
  - ポケモンスマッシュ!（テレビ東京）
  - 吉澤ひとみの「トレンド+よっすぃーナビ」（BS日テレ）
- 10月20日 - ほこ×たて（フジテレビ）
- 11月16日 - チューボーですよ!（TBS）
- 12月26日 - ハロー!SATOYAMAライフ（テレビ東京）
- 12月29日 - AG学園 あに☆ぶん（テレビ神奈川）

### 開始番組

#### 1 - 2月
- 6日 - 東京スカイツリータウン MXご自慢ライブ（TOKYO MX）※改題
- 9日
  - YOUは何しに日本へ?（テレビ東京）レギュラー化
  - AMEMIYAの全力で番組はじめました。（テレビ愛知）[282]
- 14日
  - 口出しゴメン!セキララ☆小町（関西テレビ）[283]
  - エビ中らんどっ!（TBS）[284][注 58]
- 25日 - HKT48のおでかけ!（TBS）
- 28日 - ジェネレーション天国（フジテレビ）レギュラー化
- 2月2日 - ジョブチューン アノ職業のヒミツぶっちゃけます!(TBS)レギュラー化[285]

#### 4月
- 1日
  - ピラメキーノ640（テレビ東京）※改題・枠移動[65]
  - SKE48のおやすみ名言道場（中京テレビ）[286]
  - ジョシスタ あいく的（札幌テレビ）[287]
- 2日
  - 中居正広のミになる図書館（テレビ朝日）※改題
  - 火曜バラエティ道場（テレビ朝日）
  - ももクロChan〜Momoiro Clover Z Channel〜（テレビ朝日）地上波レギュラー放送開始[288]
  - Girls TV! feat.SUPER☆GiRLS（日本海テレビ）
- 3日
  - Good Job!会社の星（NHK名古屋放送局 / NHK Eテレ）改題・リニューアル
  - キス濱ラーニング2（テレビ朝日）改題[87]
  - 笑点 特大号（BS日テレ）[211]
- 4日
  - アウト×デラックス（フジテレビ）レギュラー化[67][289]
  - 木曜バラエティ道場（テレビ朝日）
  - 雷イチゴ（とちぎテレビ）
  - 名古屋しゃちほこ学園（テレビ愛知）[290]
- 5日
  - 世界の村で発見!こんなところに日本人（朝日放送）レギュラー化[291]
  - GO!オスカル!X21（テレビ朝日）[292]
  - モテ福（テレビ埼玉）[293]
  - ゆるしゃち（メ〜テレ）[294]
  - MASUDAやで!（TOKYO MX）※隔週放送[210][295]
  - プレミアムコント 七人のコント侍（NHK BSプレミアム）[50] 第1・2・3・4シーズン
  - 大竹まことの金曜オトナイト（BSジャパン）[296][297]
- 6日
  - マサカメTV（NHK総合）レギュラー放送開始[50]
  - 伝えてピカッチ（NHK総合）レギュラー放送開始[50]
  - 突撃!アッとホーム（NHK総合）レギュラー放送開始[50]
  - 週末応援ナビ☆あほやねん!すきやねん!（NHK大阪放送局 / NHK総合・近畿2府4県）※改題・枠移動・拡大[77]
  - 7つの海を楽しもう!世界さまぁ〜リゾート(TBS)
  - あっちマニア（テレビ朝日）※改題
  - 目指せ100万円!! BLACK$MILLION（テレビ東京）
  - おなちゅう（メ〜テレ）[298]
  - 堺でございます（BSフジ）レギュラー放送開始[299]
- 7日
  - 有吉反省会（日本テレビ）レギュラー化[300]
  - 砂羽と可奈子があの街の美味しいギャップ大発見!だけど食堂（朝日放送）[301]
  - ドラGO!（テレビ東京）改題・リニューアル
  - 旅ずきんちゃん 〜全日本のほほ〜ん女子会〜（中部日本放送）
  - たびばん（札幌テレビ）[302]
  - ズキ☆アラ Don't Trust Over30（BSフジ）[303]
  - ヴォイス・アカデミア（BSフジ）
- 9日
  - おしかけスピリチュアル（テレビ東京）レギュラー化
  - ラッキー・トリッパー Idol オン・ザ・ラン（関西テレビ）[304]
  - 落語小僧（BSフジ）[305]
- 11日
  - 今、この顔がスゴい!（TBS）[275]
  - NMBとまなぶくん（関西テレビ）
  - モテモテかんぱにー R-25（関西テレビ）[306]
- 14日 - でんぱの神神（BS朝日）
- 15日
  - YOUは何しに日本へ?（テレビ東京）ゴールデンタイム進出[65][307]
  - 一夜づけ（テレビ東京）[308]
- 16日 - 爆笑問題の世界の日本人妻は見た!（毎日放送）レギュラー化[309]
- 18日 - 内村とザワつく夜（TBS）[310]
- 19日 - 笑神様は突然に…（日本テレビ）レギュラー化[311]
- 20日
  - 〜世界にひとつ〜ミラクルレシピ!（テレビ朝日）[312]
  - 大久保じゃあナイト（TBS）[313]
  - ゆるテレ（フジテレビ）[216]
- 21日
  - 相葉マナブ（テレビ朝日）
  - テレビシャカイ実験 あすなろラボ（フジテレビ）[67][314]
  - キスマイ BUSAIKU!?（フジテレビ）レギュラー化[216][315]
- 22日 - カナガワニエン（テレビ神奈川）[316]
- 25日 - ニンゲン観察バラエティ モニタリング(TBS)ゴールデンタイム進出[317]
- 26日 - プレミアムコント（NHK BSプレミアム）

#### 5 - 6月
- 5日 - ひまの湯（札幌テレビ）
- 7日 - 笑い飯のおもしろテレビ（サンテレビ）[318]
- 9日
  - さらば青春の光 ふぁいなる（TOKYO MX）
  - 笑道（北海道文化放送）レギュラー化
- 11日 - コヤブ歴史堂〜にゃんたの（秘）ファイル〜（朝日放送）
- 13日 - 鈴井貴之 A道ベンチャー!〜season 1〜（NHK総合・北海道）不定期放送
- 23日 - AKB観光大使（フジテレビONE スポーツ・バラエティ）[319]
- 6月2日 - 駆け込みドクター!運命を変える健康診断（TBS）[320]
- 6月18日 - LIFE!〜人生に捧げるコント〜（NHK総合）不定期レギュラー化[50]

#### 7 - 9月
- 3日 - スパルタンMX（TOKYO MX）
- 7日 - 武井壮とマンゾクディーバの新 よるたま（テレビ北海道）リニューアル
- 14日 - KAZEOKE（WOWOWプライム）[321]
- 21日
  - ABChanZoo（テレビ東京）
  - The Evangelist〜プレゼンターチャンピオンシップ（WOWOWプライム）[321]
- 28日 - TV Bros.TV〜異色テレビ誌・テレビブロスがテレビになったよ。〜（WOWOWプライム）[321]
- 8月5日 - MY MO SEOUL（TOKYO MX）
- 8月31日 - 花田☆温水 おじさんぽ（テレビ愛知）
- 9月6日 - 噂の現場直行ドキュメン ガンミ!!（TBS）
- 9月30日 - ギリギリくりぃむ企画工場（テレビ朝日）

#### 10 - 11月
- 1日
  - だんくぼ・彩（テレビ朝日）改題リニューアル
  - 今夜もドル箱V（テレビ東京）改題リニューアル
- 2日 - 旅ヌード（テレビ東京）
- 3日
  - 侃侃諤諤（テレビ朝日）
  - ワケあり!レッドゾーン（日本テレビ・読売テレビ）
- 4日
  - 腹ペコ!なでしこグルメ旅（テレビ東京）※レギュラー化
  - 金曜ぷらす 知って得するテレビ（BS朝日）
- 5日
  - E-girls movies!!（テレビ朝日）[322]
  - KAKOKU（テレビ朝日）
  - 妄想ニホン料理（NHK総合）
  - AKB48 SHOW!（NHK BSプレミアム）
  - 〜おねだりエンタメ!〜はぴ★ぷれ（BS日テレ）
  - 原宿ブックカフェ（BSフジ）
- 6日
  - ポケモンゲット☆TV（テレビ東京）
  - なるみ・岡村の過ぎるTV（朝日放送）※レギュラー化[323]
- 7日
  - 有吉ゼミ（日本テレビ）※レギュラー化
  - 全力!ネットユーザーつくり場〜集まれ!ドリームクリエイター〜（テレビ東京）
  - 方言彼氏。（東名阪ネット6共同制作）
- 8日 - 有吉弘行のダレトク!?（関西テレビ）
- 9日
  - 指原の乱（テレビ東京）
  - 志村笑!（フジテレビ）
  - フルーツアプリ女学園（北海道文化放送）[324]
- 10日 - あのニュースで得する人損する人（日本テレビ）※レギュラー化
- 11日
  - いらこん（フジテレビ）
  - オモハラTV（TOKYO MX）
- 12日 - 東京号泣教室 〜ROAD TO 2020〜（TOKYO MX）
- 13日
  - ホムカミ〜ニッポン大好き外国人 世界の村に里帰り〜（毎日放送） ※レギュラー化
  - 千鳥・友近のR-1ぐらんぷり応援宣言 〜小料理屋 おひとり様〜（関西テレビ）月1回放送
- 14日
  - ひろいきの（フジテレビ）
  - ワイドナショー（フジテレビ）レギュラー化
  - 熱中世代 大人のランキング（BS朝日）
- 15日
  - 日本全国ご自慢列島 ジマング（フジテレビ）レギュラー化
  - モウソリスト（フジテレビ）改題リニューアル
- 18日
  - みうらじゅん&安斎肇のゆるキャラに負けない!（TOKYO MX）
  - ビューティ&ピース（中京テレビ）
- 19日 - 久保みねヒャダこじらせナイト（フジテレビ）レギュラー化
- 20日
  - 全力教室（フジテレビ）※改題・リニューアル
  - リシリな夜（TBS）
  - 村上マヨネーズのツッコませて頂きます!（関西テレビ）
- 21日 - セキララ☆新発見 ものしりティーチャー（関西テレビ）※改題・リニューアル
- 22日
  - 内村とザワつく夜（TBS）※ゴールデン昇格
  - 100秒博士アカデミー（TBS）※レギュラー化
  - 透波乱波 スッパラッパ（日本テレビ）
- 24日 - Kiss My Fake（TBS）※レギュラー化
- 25日 - 有田のヤラシイハナシ（TBS）※改題・リニューアル
- 11月3日
  - 教訓のススメ（フジテレビ）
  - 前略、大徳さん（中京テレビ）
- 11月4日 - 夏木スタイル One of Love（TOKYO MX）
- 11月5日 - 極めろ!仮想ゲームクラブ［外伝］（北海道テレビ）
- 11月6日 - 午前零時の岡村隆史（TBS）
- 11月9日 - 夏目と右腕（テレビ朝日）改題・リニューアル
- 11月15日 - 金曜カーソル テレビをあそべ!参加型エンタメダービー（WOWOWプライム）
- 11月20日 - 高柳明音(SKE48)の翼を下さい（BSフジ）[325]
- 11月23日 - 新チューボーですよ!（TBS）改題・リニューアル
- 11月26日 - 極めろ!仮想ゲームクラブ（北海道テレビ）月1回放送

### 期間限定番組
1月
- 7日 - 3月25日、MYNAMEのWキッチン（TOKYO MX）[326]
- 8日 - 2月26日、キューピッドは芸能人 タカトシのラブカ〜恋が生まれる運命のカード〜（日本テレビ）
- 8日 - 3月26日、業界用語の基礎知識 壇蜜女学園（5いっしょ3ちゃんねる共同制作）[327]
- 10日 - 31日、謎のコントチャンネル 芸能!パパラっちゃん（関西テレビ）[注 59][328]
- 10日 - 3月28日、超×D（TOKYO MX）[329]
- 11日 - 3月29日、ケンイチ（BS日テレ）[330]
- 12日 - 3月30日、天真爛漫☆セキララ子〜恋敗女子のための幸せ応援バラエティ〜（朝日放送）
- 13日 - 3月24日、来たれ!辞書部（テレビ東京）[331]
- 13日 - 3月31日、ソーシャルトリップ〜スマホ1つで世界に飛び出せ〜（テレビ東京）
- 14日 - 3月27日、勝手にキャッチコピー委員会（テレビ東京）
- 16日 - 3月20日、進撃のヒーロー（TBS）
- 21日 - 9月16日、10匹のコブタちゃん（フジテレビ）

2 - 3月
- 3日 - 3月17日、大人番組リーグ 復習編（WOWOWプライム）[332]
- 7日 - 28日、ディクショナリーTV 見る日本語ランド（関西テレビ）[注 59][333]
- 3月4日 - 25日、快適!Amazon生活〜1ヶ月ココだけで買物するとどうなる?（テレビ東京）[334]
- 3月7日 - 28日、究極の1問をプロデュース!サイコーの問題（関西テレビ）[注 59]

4 - 5月
- 1日 - 9月23日、グリグリくりぃむ（テレビ朝日）改題[87]
- 2日 - 5月21日（全8回）、バカリズム御一考様（テレビ朝日）[注 60]
- 2日 - 9月24日、L.A. Trend Report（BS日テレ）[211]
- 4日 -、それゆけ!ゲームパンサー!（日本テレビ）
- 4日 - 5月23日、最高のクレーム（テレビ朝日）[注 61]
- 4日 - 9月26日
  - だんくぼ（テレビ朝日）[335]
  - 週刊働く人（テレビ東京）
  - 情報TV!女の時間〜大人の女子力アップナビ〜（BS11）
- 5日 - 9月27日、EZOSTYLE（テレビ北海道）[336]
- 6日 - 9月28日、PASSPO☆の尺うまTV（テレビ東京）[337]
- 6日 - 10月12日、夏目☆記念日（テレビ朝日）[338]
- 8日 - 7月29日、週刊 韓スタイル（TOKYO MX）[210]
- 8日 - 9月9日、恵比寿ケチャッピュ（TOKYO MX）[210]
- 9日 - 30日、よく考えるとハッとしてキャーな話（関西テレビ）[注 59][339]
- 10日 - 9月4日、ピカルの定理（フジテレビ）ゴールデンタイム昇格[340]
- 10日 - 9月25日、志村だヨ!（フジテレビ）[216]
- 13日 - 6月29日、サタデーナイトチャイルドマシーン（日本テレビ）[341]
- 15日 - 8月5日、赤丸!スクープ甲子園（日本テレビ）[342]
- 15日 - 9月29日、ハマ3（フジテレビ）[216][343]
- 16日 - 9月17日、バチバチエレキテる（フジテレビ）[216]
- 17日 - 9月18日
  - 本日、開店します!（TBS）[344]
  - もはや神ダネ（フジテレビ）[216][345]
- 19日 - 9月27日、ASIA VERSUS（フジテレビ）
- 21日 - 9月29日、AKB映像センター（フジテレビ）[216][346]
- 22日 - 9月23日、パフォーマンスA（TBS）日本初放送[347]
- 24日 - 6月26日（全10回）・10月6日 -、ニノさん（日本テレビ）[348]
- 27日 - 9月27日、Teenage Party キメ☆パピチ（テレビ神奈川）
- 30日 - 7月9日（全6回）、かみばな（BS11）[349]※隔週放送
- 30日 - 10月1日、有田とヤラシイ人々（TBS）
- 5月2日 - 9月25日、水曜深夜はPSパチとも!いいじゃんか!（テレビ東京）
- 5月3日 - 9月13日、人生の正解TV〜これがテッパン!〜（フジテレビ）[67][276][350]

7 - 12月
- 1日 - JMK 中島健人ラブホリ王子様（日本テレビ）
- 3日 - 9月18日（全12回）、乃木坂46×HKT48 冠番組バトル!（日本テレビ・福岡放送）
- 5日 - 9月27日、コージー冨田のものパチJPN!!（テレビ神奈川）
- 25日 - 9月26日、壇蜜古画（北海道テレビ）深夜開拓魂第12弾
- 8月10日 - 31日（全4回）、見てはいけないTV2013（BS日テレ）
- 9月7日 - 28日（全4回）、第4回お笑いハーベスト大賞（BS日テレ）
- 9月7日 - （月1全5回）、WOWOWオリジナル落語会『W亭』(WOWOWライブ)
- 10月2日 - 12月25日、ロケハン。（テレビ東京）
- 10月3日 - 12月19日、ANIMAL EYELAND（北海道テレビ）深夜開拓魂第13弾
- 10月16日 - 12月18日、アノ人たちの作り方 〜なぜこうなった!?ファクトリー〜（フジテレビ）
- 10月22日、マツコの日本ボカシ話（TBS）初回のみ放送
- 11月4日 - 25日、タカトシの涙が止まらナイト（テレビ東京）
- 12月2日 - 6日、ゆる昼!女の相談室（テレビ東京）
- 12月2日 - 23日、妄想の王子様（テレビ東京）

### 再開番組
1月
- 10日 - 3月28日、我思う、故に我ラーメンII（北海道テレビ）第2シリーズ[注 62]
- 11日 - 3月8日、らくらくゴーゴー!（日テレプラス）
- 20日 - 4月7日、SKE48のマジカル・ラジオ3（日本テレビ）[351]
- 23日 - 3月27日・10月9日 -、世界行ってみたらホントはこんなトコだった!?（フジテレビ）シーズン2[352]・3[340]
- 26日 - 3月30日（全8回）、HaKaTa百貨店 2号館（日本テレビ）※第2シリーズ[353]

4月
- 2日 - SKE48の世界征服女子season2（中京テレビ）[354]
- 3日 - 6月19日、NMB48 げいにん!2（日本テレビ）[355]
- 4日 - 7月11日、平成ノブシコブシのヨルオシ!!（北海道テレビ）第2シーズン[注 62][356]
- 5日 - 9月6日、総合診療医 ドクターG（NHK総合）第4シリーズ
- 6日 - 8月24日、プレミアム〜週末のしあわせ〜（テレビ愛知）
- 6日 - 12月28日、ヴァンガ道（テレビ愛知）第2期
- 7日 - 6月30日・10月6日 - 12月29日、絆体感TV 機動戦士ガンダム 第07板倉小隊（テレビ東京）第4[357]・5[358] シーズン
- 8日 - 海外行くならこーでね〜と!（テレビ東京）
- 9日 - 6月25日・10月6日 - 12月22日、東野・岡村の旅猿 プライベートでごめんなさい…（日本テレビ）シーズン3[359]・4[360]
- 23日 - 幸せ!ボンビーガール（日本テレビ）再レギュラー化、プライム昇格[361]

7 - 11月
- 7月2日 - 10月1日（全11回）、宮根のどないアングル 〜どうでもいい!?究極の三択〜（関西テレビ）レギュラー化[362]
- 7月6日 - 9月28日、アイドルの穴2013〜日テレジェニックを探せ!〜（日本テレビ）第5シーズン
- 7月7日 - 武井壮とマンゾクディーバの新 よるたま（テレビ北海道）リニューアル
- 10月2日 - 2014年1月8日、水曜どうでしょう（北海道テレビ）復活第5弾「初めてのアフリカ」
- 10月4日 - 12月27日（全11回）、SKE48のエビフライデーナイト（日本テレビ）
- 10月8日 - 12月17日（全12回）、SHINPUU3 知ればギョーテン!? 世界丸はだかリサーチ（関西テレビ）[363]
- 10月17日 - ミカパン（フジテレビ）シリーズ第8弾
- 11月2日 - 2014年1月3日、モンハンぷらす 一狩りいこうぜ!4（テレビ東京）第2シリーズ

## クイズ番組

### 終了番組
- 3月23日 - 雑学家族（テレビ朝日）
- 3月26日 - ソモサン⇔セッパ!（フジテレビ）レギュラー放送一時中断（第1期終了）
- 3月30日 - フカボリン（テレビ東京）
- 7月27日 - SANDWICH-MAN QUIZ THE PRICE SHOW（千葉テレビ）レギュラー放送一時中断
- 8月15日 - 快脳!マジかるハテナ（日本テレビ）

### 開始番組
- 4月5日 - 双方向クイズ 天下統一（NHK総合）月1回レギュラー化[364]
- 4月16日 - 時間を支配しろ!クイズ★ギリドメ（関西テレビ）[365]
- 5月4日 - クイズ!100人力（NHK総合）レギュラー化[50]

### 期間限定番組
- 4月7日 - 9月29日、知ってるor知ったか?クイズ!バレベルの塔（朝日放送）[366]

### 再開番組
- 7月8日 - クイズ・ソモサン・セッパ!（フジテレビ）改題・再レギュラー化（レギュラー放送第2期開始）[367]
- 9月7日 - SANDWICH-MAN QUIZ THE PRESEN SHOW（千葉テレビ）改題・再レギュラー化

## 音楽番組

### 終了番組
- 2月23日 - それいけ!民謡うた祭り（NHK総合）

#### 3月
- 18日 - EX-LOUNGE(TBS)
- 23日 - Sing for Smile 昭和歌謡ショー「あの日あの歌」（BS日テレ）
- 25日
  - 佐藤しのぶ 出逢いのハーモニー〜第II幕 アマービレ 愛らしく（テレビ神奈川）
  - Music Travel（BSジャパン）
- 26日 - 音龍門（日本テレビ）
- 27日
  - BANDAY獏（福井テレビ）
  - JJ's Mstudio（BS11）
- 29日
  - ハッピーMusic（日本テレビ）
  - 流派-R（テレビ東京）
- 30日
  - クインテット（NHK Eテレ）
  - K-POP LAB.（テレビ神奈川・千葉テレビ放送・テレビ埼玉）
  - 歌の宅配便（サンテレビ）
  - MUSIC ROOM N-18（石川テレビ）
  - 太鼓ちゃんねる(BS11)
- 31日
  - Music Lovers（日本テレビ）
  - 踊RI場（テレビ東京）

#### 6 - 12月
- 24日
  - モトちゃんの歌は魂だ!（千葉テレビ）
  - J-POP マンデー（BS朝日）
- 9月3日 - 火曜曲!（TBS）
- 9月25日 - ロック兄弟（テレビ東京）
- 9月26日
  - 音楽缶♯（テレビ神奈川）
  - 東京エトワール音楽院（日本テレビ）
- 9月27日 - COOK音楽（毎日放送）
- 12月29日 - Net′s Professionals〜ハートフルメッセージ（BS11）

### 開始番組
- 1月7日 - プレミアMelodiX!（テレビ東京）※改題

#### 4月
- 1日
  - 未来定番曲〜FutureStandard〜（テレビ埼玉）[368]
  - 歌謡プレミアム（BS日テレ）[211]
- 2日 - 超×D Music+（TOKYO MX）改題・リニューアル
- 5日
  - 僕らの音楽10（フジテレビ）※改題・第10シリーズ開始
  - ミュージックドラゴン（日本テレビ）
  - コロッケ千夜一夜（BS日テレ）[211]
- 6日
  - ムジカ・ピッコリーノ（NHK Eテレ）[50]
  - 超流派（テレビ東京）
  - SOUND OF THE 70S（BSフジ）[369]
- 7日
  - クラシック音楽館（NHK Eテレ）[50]
  - LIVE MONSTER（日本テレビ）
  - BBR 〜Boost Beat Revolution〜（テレビ北海道）[370]
- 13日 - 洋楽年鑑（WOWOWライブ）※月1回レギュラー[371]
- 17日 - アーティスト(TBS)
- 19日
  - ASIA VERSUS（フジテレビ）[216][372]
  - 日本名曲アルバム(BS-TBS)
- 20日 - N-18 凸（石川テレビ）

#### 5 - 11月
- 4日 - 民謡魂 ふるさとの唄（NHK総合）[50]
- 8日 - 人生こころ歌〜秘話で奏でる名曲フルコーラス〜（BSスカパー!）[373]
- 19日 - Disco Train（TOKYO MX）
- 7月7日 - BS歌の宅配便（TwellV）
- 10月2日
  - 日本の名曲 人生、歌がある（BS朝日）
  - 徳光和夫の名曲にっぽん 昭和歌謡人（BSジャパン）
- 10月3日 - せまソン♪（日本テレビ）
- 10月10日 - 大槻ケンヂの日本のほほん化計画（TwellV）レギュラー化
- 10月19日 - ザ・スター リバイバル（BSフジ）
- 11月11日 - Sound Room（TBS）

### 期間限定番組
- 2月3日 - 9月29日、進ちゃん和ちゃんの唄トーク（BSジャパン）
- 4月3日 - 6月26日、夢かなえるまで!（テレビ神奈川）
- 4月5日 - 6月21日（12回）、Nコンマガジン スーパー合唱教室（NHK Eテレ）[50]
- 4月6日 - 9月28日、小倉・住吉の音楽夜話（BS朝日）
- 4月7日 - 9月29日、ザ・ミュージック（テレビ東京）
- 4月11日 - 9月26日、HEART BEAT（テレビ神奈川）
- 10月3日 - 12月19日、亀田音楽専門学校（NHK Eテレ）レギュラー化
- 10月8日 - 12月23日、NEXT STAGE（テレビ東京）
- 10月19日 - X FACTOROKINAWA JAPAN（沖縄テレビ）

### 再開番組
- 1月11日 - 3月29日、スコラ 坂本龍一 音楽の学校（NHK Eテレ）第3シーズン
- 4月1日 - 佐藤しのぶ 出逢いのハーモニー 第III幕 〜レガーミ(絆)〜（テレビ神奈川）※改題・第3シリーズ開始
- 4月3日 - 9月25日、ドリーム²クリエイター（テレビ東京）新シリーズ
- 4月6日 - サブちゃんと歌仲間（BSジャパン）※第2期
- 4月4日 - 9月25日、エビ中の永遠に中学生 (仮)2（TOKYO MX）
- 7月3日 - 9月25日、夢かなえるまで!（テレビ神奈川）※第2シリーズ
- 10月11日 -、スクールライブショー（NHK Eテレ）

## 単発特別番組枠

### 終了番組
- 3月31日 - 日曜洋画劇場（テレビ朝日）レギュラー放送終了、『日曜エンタ・日曜洋画劇場』の二重冠での不定期放送へ[注 63][86][87]

### 開始番組
4月
- 3日
  - 水曜プレミア（TBS）※改題
  - 水曜プレミアムスペシャル（NHK BSプレミアム）[50]
  - BSジャパンスペシャル（BSジャパン）
- 7日
  - 日曜エンターテインメント（テレビ朝日）[86][87]
  - プレミアムサンデー（朝日放送）[278]
- 13日 - BSフジプラチナム（BSフジ）
- 14日 - BSフジプラチナサンデー（BSフジ）

## 受賞
第5回伊丹十三賞
- 池上彰（ジャーナリスト）

第21回橋田賞
- 橋田賞
  - 『金子みすゞ物語〜みんなちがってみんないい〜』(TBS)
  - 『NNNドキュメント 魂が眠っている 遺された赤紙』（テレビ信州）
  - 中園ミホ（脚本家）
  - 尾崎将也（脚本家）
  - 小林稔侍（俳優）
  - 米倉涼子（女優）
- 新人賞
  - 尾野真千子（女優）
  - 松坂桃李（俳優）
- 特別賞 - 北大路欣也（俳優）

第31回向田邦子賞
- 中園ミホ - 『はつ恋』(NHK)、『ドクターX〜外科医・大門未知子〜』（テレビ朝日）

平成24年度NHK放送文化賞
- 十八世中村勘三郎（歌舞伎俳優、2012年12月5日没）
- 西田敏行（俳優）
- 穐吉敏子（ジャズピアニスト）
- 金子成人（脚本家）
- 天野隆子（時代考証家）
- 鈴木登紀子（料理研究家）
- 中田明成（演芸作家）
- 花柳壽輔（日本舞踊花柳流家元）
- 鎌田七男（広島原爆被爆者援護事業団理事長）
- 宮原秀夫（情報通信研究機構理事長）
- 日本放送協会特別功労賞 - サッカー女子日本代表

第63回芸術選奨文部科学大臣賞
- 放送部門
  - 八木康夫（TBSプロデューサー）-『悪女について』
  - 宮本理江子（フジテレビディレクター）-『最後から二番目の恋』

## この年の主なキャンペーン
- 「Go!Next60」（日本テレビ）※開局60周年記念[136]
- 「この春ドラマで、ウナギノ・ボーリ!」（フジテレビ、4月）※ドラマ限定（水10枠新設記念）[379]
- 「みる・みる・みらい」（札幌テレビ放送）※創立55周年記念[380]
- 「5539（ゴーゴーサンキュー）」（フジテレビ）※開局55周年記念
- 「まっすぐ、ずっと。」（テレビ東京）※開局50周年記念